# Theodore Roosevelt
Theodore Roosevelt Jr. /ˈθiːəˌdɔːr ˈroʊzəvɛlt/ (Nueva York, 27 de octubre de 1858-Oyster Bay, Nueva York; 6 de enero de 1919) fue un estadista, militar, conservacionista, naturalista, historiador, escritor y político estadounidense que se desempeñó como el vigesimosexto presidente de los Estados Unidos desde 1901 hasta 1909.
Es recordado por su personalidad exuberante, su amplitud de intereses y logros, su personalidad de vaquero, su liderazgo del Movimiento Progresista, un período de activismo social y reforma en EE. UU. entre 1890 y 1920 destinado a acabar con la corrupción. Fue líder del Partido Republicano y fundador del efímero Partido Progresista en 1912. Antes de acceder a la presidencia ocupó cargos en la administración local, estatal y federal. Los logros de Roosevelt como naturalista, explorador, cazador, escritor y soldado contribuyen tanto a su fama como sus cargos políticos.
Nacido en el seno de una acaudalada familia, Theodore Roosevelt fue un niño enfermizo y débil que sufrió asma y salió poco de casa, donde se quedaba aprendiendo historia natural. Para compensar su debilidad física, desarrolló una vida intensa. Estudió en casa y acudió a la Universidad de Harvard, donde practicó el boxeo y desarrolló interés por los asuntos navales. En 1881 fue elegido para la Asamblea del Estado de Nueva York como su miembro más joven. Su primer libro de Historia, La Guerra Naval de 1812 (1882), le otorgó fama como historiador serio. Tras unos años trabajando en un rancho de ganado en las Dakotas, Roosevelt retornó a la ciudad de Nueva York y se ganó fama luchando contra la corrupción policial. La guerra hispano-estadounidense estalló cuando Roosevelt estaba dirigiendo el Departamento de la Armada, cargo al que renunció de inmediato para liderar en Cuba un pequeño regimiento conocido como Rough Riders, que obtuvo una nominación para la Medalla de Honor y que le fue entregada de forma póstuma en 2001[cita requerida]. Tras la guerra volvió a Nueva York y fue nombrado gobernador en una reñida elección. En el plazo de dos años fue elegido vicepresidente de los Estados Unidos.
En 1901 el presidente William McKinley fue asesinado y lo sucedió Roosevelt, que entonces contaba 42 años y se convertía así en el presidente más joven de la historia de los Estados Unidos y el primero desde 1865 que no había luchado en la guerra de Secesión. Roosevelt trató de virar el Partido Republicano hacia el progresismo, incluyendo la lucha contra los monopolios y la regulación de las empresas. Acuñó la frase "Square Deal" para describir su política interna, haciendo hincapié en que el ciudadano de a pie tendría su justa parte bajo sus políticas. Como amante de la naturaleza, promovió la conservación ambiental. En el escenario internacional las políticas de Roosevelt estuvieron caracterizadas por la doctrina del Gran Garrote (Big Stick). Promovió la terminación del Canal de Panamá, envió la Gran Flota Blanca a circunnavegar el mundo para demostrar el poder de su nación y negoció el fin de la guerra ruso-japonesa, por lo que fue galardonado con el Premio Nobel de la Paz, convirtiéndose así en el primer estadounidense en ganar un premio Nobel.
Roosevelt declinó presentarse a la reelección en 1908. Tras dejar el cargo se embarcó en un safari por África y un tour por Europa. A su retorno a los EE. UU. se enfrentó con el nuevo presidente William Howard Taft. En 1912 intentó arrebatarle la nominación republicana a Taft; como no lo consiguió, fundó el Partido Progresista. En las siguientes elecciones, Roosevelt consiguió ser el único candidato de un tercer partido en quedar en segundo lugar en unas elecciones presidenciales en los Estados Unidos, batiendo a Taft pero perdiendo contra Woodrow Wilson. Tras las elecciones, se embarcó en una gran expedición a Sudamérica, donde el río por el que navegó recibió su nombre. Durante este viaje enfermó de malaria, lo que deterioró su salud. Murió pocos años después, a la edad de 60. Roosevelt ha sido considerado por los historiadores como uno de los mejores presidentes de los Estados Unidos.

## Biografía

### Primeros años
Theodore Roosevelt Jr. nació el 27 de octubre de 1858 en el 28 East 20th Street en Manhattan, Nueva York.  Fue el segundo de cuatro hijos de la socialité Martha Stewart Bulloch y el empresario y filántropo Theodore Roosevelt Sr, sus familias procedían de familias aristocráticas de origen neerlandés y vivían holgadamente gracias a los ingresos proporcionados por su empresa de importación y exportación. Tenía una hermana mayor, Anna, un hermano menor, Elliot, y una hermana menor, Corinne. Elliott fue más tarde el padre de Anna Eleanor Roosevelt, quien se casó con el primo lejano de Theodore, Franklin Delano Roosevelt. Su abuelo paterno era de ascendencia holandesa;su otra ascendencia incluía principalmente escocés y escocés-irlandés, inglés alemán, galés y francés. Theodore Sr. fue el quinto hijo del empresario Cornelius Van Schaack "C. V. S." Roosevelt y Margaret Barnhill, así como hermano de Robert Roosevelt y James A. Roosevelt. El primo cuarto de Theodore, James Roosevelt I, que también era hombre de negocios, fue el padre del presidente Franklin Delano Roosevelt. Martha era la hija menor del mayor James Stephens Bulloch y Martha P. "Patsy" Stewart. A través de los Van Schaack, Roosevelt era descendiente de la familia Schuyler.

Theodore Roosevelt, de 11 años, mientras visitaba París, donde se tomó esta foto en 1870. Mientras estaba en París, el joven Theodore sufrió un ataque de asma. Esta enfermedad infantil le impedía hacer ejercicio extenuante. Más tarde "haría su cuerpo" y se volvería fuerte.

Durante su adolescencia sufrió asma. En repetidas ocasiones experimentó repentinos ataques de asma nocturnos que provocaron la experiencia de ser asfixiado hasta la muerte, lo que aterrorizó tanto a Theodore como a sus padres. Los médicos no tenían cura en ese momento para tal padecimiento.  Sin embargo, era enérgico y traviesamente curioso. Esto provocó posiblemente su obsesión por el ejercicio y la vida sana. Profesaba la fe calvinista. Su interés de por vida en la zoología comenzó a los siete años cuando vio una foca muerta en un mercado local; después de obtener la cabeza de la foca, Roosevelt y dos primos formaron lo que llamaron el "Museo de Historia Natural de Roosevelt". Habiendo aprendido los rudimentos de la taxidermia, llenó su museo improvisado con animales que mató o atrapó; luego estudió a los animales y los preparó para la exhibición. A los nueve años, registró su observación de insectos en un artículo titulado "La historia natural de los insectos".
El padre de Roosevelt lo influyó significativamente. Su padre fue un destacado líder en los asuntos culturales de Nueva York; ayudó a fundar el Museo Metropolitano de Arte y había sido especialmente activo en la movilización de apoyo para la Unión durante la guerra civil estadounidense, a pesar de que entre sus suegros había líderes confederados. Roosevelt dijo:

"Mi padre, Theodore Roosevelt, fue el mejor hombre que he conocido. Combinó la fuerza y el coraje con la gentileza, la ternura y una gran generosidad. No toleraría en nosotros, los niños, el egoísmo o la crueldad, la ociosidad, la cobardía o la falsedad".
Theodore Roosevelt

Los viajes familiares al extranjero, incluidas giras por Europa en 1869 y 1870, y Egipto en 1872, dieron forma a su perspectiva cosmopolita. De excursión con su familia en los Alpes en 1869, Roosevelt descubrió que podía seguir el ritmo de su padre. Había descubierto los beneficios significativos del esfuerzo físico para minimizar su asma y reforzar su espíritu. Roosevelt comenzó un intenso régimen de ejercicio. Después de ser maltratado por dos niños mayores en un viaje de campamento, encontró un entrenador de boxeo para enseñarle a pelear y fortalecer su cuerpo.
Roosevelt, de 6 años, presenció el cortejo fúnebre de Abraham Lincoln desde la mansión de su abuelo Cornelius en Union Square, ciudad de Nueva York, donde fue fotografiado en la ventana junto a su hermano Elliott, según confirmó su segunda esposa, Edith, quien también estuvo presente.

### Estudios
Roosevelt fue educado en casa, principalmente por tutores y sus padres. Era sólido en geografía y brillante en historia, biología, francés y alemán; sin embargo, tuvo problemas con las matemáticas y las lenguas clásicas. Cuando ingresó a la Universidad de Harvard el 27 de septiembre de 1876, su padre le aconsejó: "Cuide primero su moral, luego su salud y finalmente sus estudios". La repentina muerte de su padre el 9 de febrero de 1878 devastó a Roosevelt, pero finalmente se recuperó y duplicó sus actividades.
Su padre, un presbiteriano devoto, dirigía regularmente a la familia en las oraciones. Mientras estaba en Harvard, el joven Theodore lo emuló enseñando en la escuela dominical durante más de tres años en Christ Church en Cambridge. Cuando el ministro de Christ Church, que era una iglesia episcopal, finalmente le insistió en convertirse en episcopal para poder continuar enseñando en la escuela dominical, Roosevelt se negó y, en cambio, comenzó a enseñar una clase misionera en una sección pobre de Cambridge.
Le fue bien en los cursos de ciencia, filosofía y retórica, pero siguió teniendo dificultades en latín y griego. Estudió biología intensamente y se convirtió en un naturalista consumado y un ornitólogo publicado.  Leía prodigiosamente con una memoria casi fotográfica. Mientras estaba en Harvard, Roosevelt participó en torneos de remo y boxeo; en una ocasión fue subcampeón en un torneo de boxeo intramuros. Roosevelt era miembro de la sociedad literaria Alpha Delta Phi (más tarde Fly Club ), la fraternidad Delta Kappa Epsilon y el prestigioso Porcellian Club; también fue editor de la revista universitaria The Harvard Advocate. En 1880, Roosevelt se graduó Phi Beta Kappa (22 de 177) de Harvard con un AB magna cum laude.  El biógrafo Henry F. Pringle afirma:

Roosevelt, al intentar analizar su carrera universitaria y sopesar los beneficios que había recibido, sintió que había obtenido poco de Harvard. Le había deprimido el tratamiento formalista de muchos temas, la rigidez, la atención a las minucias que eran importantes en sí mismas, pero que de algún modo nunca se vinculaban con el todo.
Henry F. Pringle

Después de la muerte de su padre, Roosevelt había heredado $ 65,000 dólares (equivalente a $ 1,971,069 dólares en 2022), riqueza suficiente para vivir cómodamente por el resto de su vida. Roosevelt renunció a su plan anterior de estudiar ciencias naturales y decidió asistir a la Facultad de Derecho de Columbia, regresando a la casa de su familia en la ciudad de Nueva York. Aunque Roosevelt era un estudiante de derecho capaz, a menudo encontraba que la ley era irracional. Pasó gran parte de su tiempo escribiendo un libro sobre la guerra anglo-estadounidense de 1812.
Decidido a entrar en política, Roosevelt comenzó a asistir a reuniones en Morton Hall, la sede de la calle 59 de la Asociación Republicana del Distrito 21 de Nueva York. Aunque el padre de Roosevelt había sido un miembro prominente del Partido Republicano,  el joven Roosevelt hizo una elección de carrera poco ortodoxa para alguien de su clase, ya que la mayoría de los compañeros de Roosevelt se abstuvieron de involucrarse demasiado en la política.  Roosevelt encontró aliados en el Partido Republicano local y logró derrotar a un asambleísta estatal republicano titular vinculado estrechamente a la maquinaria política del senador Roscoe Conkling. Después de su victoria electoral, Roosevelt decidió abandonar la facultad de derecho, luego diría que "Tenía la intención de ser uno de la clase gobernante".

#### Historia y estrategia naval
Mientras estaba en Harvard, Roosevelt comenzó un estudio sistemático del papel jugado por la Armada de los Estados Unidos en la guerra anglo-estadounidense de 1812. Con la ayuda de dos de sus tíos, analizó los materiales originales y los registros oficiales de la Marina de los Estados Unidos, y finalmente publicó The Naval War of 1812 en 1882. El libro contenía dibujos de maniobras de barcos individuales y combinados, gráficos que mostraban las diferencias en el lanzamiento de hierro, pesos de disparos de cañón entre fuerzas rivales, y análisis de las diferencias y similitudes entre el liderazgo británico y estadounidense hasta el nivel de barco a barco. Tras su publicación, The Naval War of 1812 fue elogiada por su erudición y estilo y sigue siendo un estudio estándar de la guerra.
Con la publicación de The Influence of Sea Power upon History en 1890, el capitán de la Armada Alfred Thayer Mahan fue aclamado inmediatamente como el teórico naval más destacado del mundo por los líderes de Europa. Roosevelt prestó mucha atención al énfasis de Mahan de que solo una nación con la flota más poderosa del mundo podría dominar los océanos del mundo, ejercer su diplomacia al máximo y defender sus propias fronteras.

### Matrimonio, familia y viudez

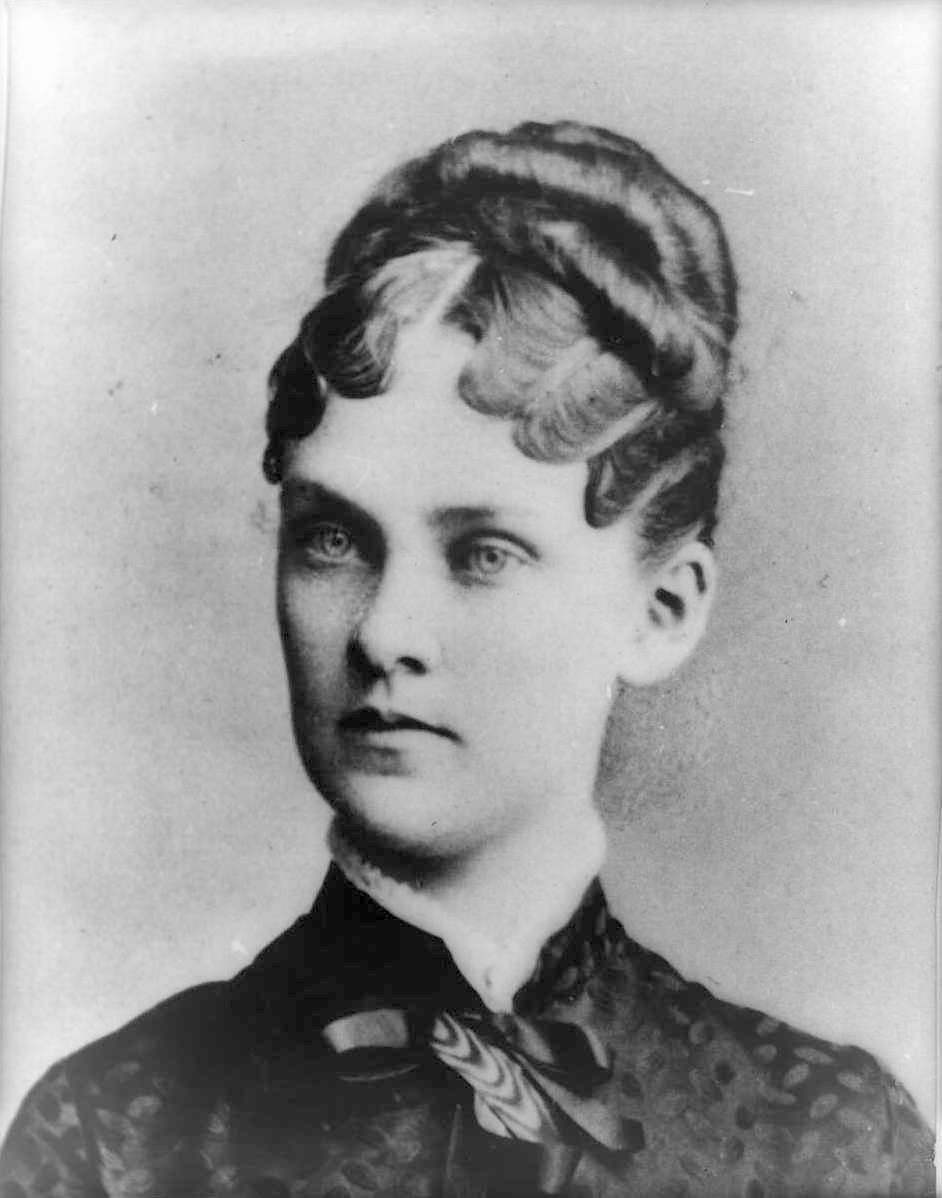
Alice Hathaway Lee Roosevelt, la primera esposa de Roosevelt.

En 1880, finaliza sus estudios de Historia en la Universidad Harvard y se casa con la socialité Alice Hathaway Lee. Su hija, Alice Lee Roosevelt, nació el 12 de febrero de 1884. Dos días después, la nueva madre murió de insuficiencia renal no diagnosticada que el embarazo enmascaró. En su diario, Roosevelt escribió una gran "X" en la página y luego, "La luz se ha ido de mi vida". Su madre, Martha, había muerto de fiebre tifoidea once horas antes, a las 3:00 a. m., en la misma casa de la calle 57 de Manhattan. Angustiado, Roosevelt dejó a la bebé Alice al cuidado de su hermana Bamie mientras él lloraba; asumió la custodia de Alice cuando ella tenía tres años.
Después de la muerte de su esposa y su madre, Roosevelt se concentró en su trabajo, específicamente en revitalizar una investigación legislativa sobre la corrupción del gobierno de la ciudad de Nueva York, que surgió de un proyecto de ley concurrente que proponía que el poder se centralizara en la oficina del alcalde. Durante el resto de su vida, rara vez habló de su esposa Alice y no escribió sobre ella en su autobiografía.

### Carrera política temprana

#### Asambleísta general

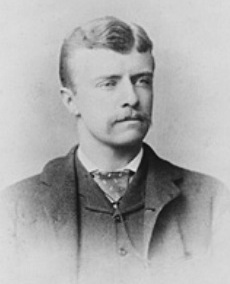
Roosevelt como asambleísta del estado de Nueva York, 1883

Roosevelt fue miembro de la Asamblea del Estado de Nueva York (New York Co., 21st D.) en 1882, 1883 y 1884. Comenzó a dejar su marca inmediatamente manejando específicamente temas de corrupción corporativa. Bloqueó un esfuerzo corrupto del financiero Jay Gould para reducir sus impuestos. Roosevelt también expuso la supuesta colusión de Gould y el juez Theodore Westbrook y abogó y recibió la aprobación para que se llevara a cabo una investigación, con el objetivo de que el juez fuera acusado. Aunque el comité de investigación rechazó la acusación propuesta, Roosevelt había expuesto la posible corrupción en Albany y asumió un perfil político alto y positivo en múltiples publicaciones de Nueva York.
Los esfuerzos anticorrupción de Roosevelt lo ayudaron a ganar la reelección en 1882 por un margen superior a dos a uno, un logro que se hizo aún más impresionante por la victoria que obtuvo el candidato demócrata a gobernador Grover Cleveland en el distrito de Roosevelt. Con la facción incondicional de Conkling del Partido Republicano en desorden tras el asesinato del presidente James A. Garfield, Roosevelt ganó las elecciones como líder del Partido Republicano en la asamblea estatal. Se alió con el gobernador de Cleveland para obtener la aprobación de un proyecto de ley de reforma del servicio civil. Roosevelt ganó la reelección por segunda vez y buscó el cargo de Presidente de la Asamblea del Estado de Nueva York, pero Titus Sheard obtuvo el puesto en una votación de 41 a 29 del caucus republicano. En su mandato final, Roosevelt se desempeñó como presidente del Comité de Asuntos de las Ciudades, durante el cual escribió más proyectos de ley que cualquier otro legislador.

#### Elecciones presidenciales de 1884
Con numerosos aspirantes a la presidencia entre los que elegir, Roosevelt apoyó al senador George F. Edmunds de Vermont, un reformador sin partido. El Partido Republicano del estado prefirió al presidente en ejercicio, Chester Arthur de la ciudad de Nueva York, conocido por aprobar la Ley de Reforma del Servicio Civil de Pendleton. Roosevelt luchó y logró influir en los delegados de Manhattan en la convención estatal en Utica. Luego tomó el control de la convención estatal, negociando durante la noche y superando a los partidarios de Arthur y James G. Blaine; en consecuencia, ganó una reputación nacional como un político clave en su estado.
Roosevelt asistió a la Convención Nacional Republicana de 1884 en Chicago y pronunció un discurso convenciendo a los delegados de nominar al afroamericano John R. Lynch, partidario de Edmunds, como presidente temporal. Sin embargo, Blaine obtuvo el apoyo de los delegados de Arthur y Edmunds y ganó la nominación en la cuarta votación. En un momento crucial de su incipiente carrera política, Roosevelt se resistió a la demanda de sus compañeros de que se alejara de Blaine. Se jactó de su único pequeño éxito: "Logramos una victoria al preparar una combinación para vencer al candidato de Blaine para presidente temporal... Para hacer esto se necesitaba una mezcla de habilidad, audacia y energía... para lograr que las diferentes facciones se unieran". entra... para derrotar al enemigo común". También quedó impresionado por una invitación para hablar ante una audiencia de diez mil personas, la multitud más grande a la que se había dirigido hasta esa fecha. Habiendo probado la política nacional, Roosevelt sintió menos aspiraciones de defensa a nivel estatal; luego se retiró a su nuevo rancho "Chimney Butte Ranch" en el río Little Missouri. Roosevelt se negó a unirse a otras alianzas políticas para apoyar a Grover Cleveland, el gobernador de Nueva York y el candidato demócrata en las elecciones generales. Debatió los pros y los contras de permanecer leal con su amigo político, Henry Cabot Lodge. Después de que Blaine ganó la nominación, Roosevelt había dicho descuidadamente que daría "un fuerte apoyo a cualquier demócrata decente". Se distanció de la promesa, diciendo que no había sido pensada "para publicación". Cuando un reportero le preguntó si apoyaría a Blaine, Roosevelt respondió: "Esa pregunta me niego a responder. Es un tema del que no me interesa hablar". Al final, se dio cuenta de que tenía que apoyar a Blaine para mantener su papel en el Partido Republicano y así lo hizo en un comunicado de prensa el 19 de julio. Habiendo perdido el apoyo de muchos reformadores, Roosevelt decidió retirarse de la política y se muda a Dakota del Norte.

### Ganadero en Dakota

Theodore Roosevelt como cazador en 1885. Foto de estudio de Nueva York.

Roosevelt visitó por primera vez el Territorio de Dakota en 1883 para cazar bisontes. Emocionado por el estilo de vida de los vaqueros y con el negocio ganadero en auge en el territorio, Roosevelt invirtió $14 000 dólares ($439 700 dólares en 2022) con la esperanza de convertirse en un ganadero próspero. Durante los siguientes años, viajó entre su casa en Nueva York y su rancho en Dakota.
Después de las elecciones presidenciales de Estados Unidos de 1884, Roosevelt construyó un rancho llamado Elkhorn, que estaba a 56 km al norte de la próspera ciudad de Medora, Dakota del Norte. Roosevelt aprendió a montar al estilo occidental, a la cuerda y a cazar en las orillas del Pequeño Misuri. Aunque se ganó el respeto de los auténticos vaqueros, éstos no quedaron demasiado impresionados. Sin embargo, se identificó personalmente con el pastor de la historia, un hombre que, según él, posee "pocas de las moralidades emasculadas de leche y agua admiradas por los pseudofilántropos; pero posee, en un grado muy alto, la severa, cualidades varoniles que son invaluables para una nación". Se reorientó y comenzó a escribir sobre la vida en la frontera para revistas nacionales; también publicó tres libros: Hunting Trips of a Ranchman, Ranch Life and the Hunting-Trail, y The Wilderness Hunter.
Roosevelt dirigió con éxito los esfuerzos para organizar a los ganaderos allí para abordar los problemas del pastoreo excesivo y otras preocupaciones compartidas, lo que resultó en la formación de la Asociación de Ganaderos de Little Missouri. Se sintió obligado a promover la conservación y pudo formar el Boone and Crockett Club, cuyo objetivo principal era la conservación de los animales de caza mayor y sus hábitats. En 1886, Roosevelt se desempeñó como ayudante del sheriff en el condado de Billings, Dakota del Norte. Durante este tiempo, él y dos peones del rancho persiguieron a tres ladrones de botes.
Durante dos años vivirá como un cowboy estadounidense. «No se puede soñar una vida más atractiva para un joven con buena salud que la de un rancho en esa época. Es una vida verdaderamente agradable y sana; me enseñó a ser independiente, tenaz y a adoptar decisiones con rapidez... Aprecié este tipo de vida real y completamente». Este período fue muy importante para alcanzar la madurez: «Nunca habría podido llegar a presidente sin la experiencia adquirida en Dakota del Norte».
Como muchos estadounidenses de su época, tenía sentimientos muy duros hacia los afroamericanos y los nativos americanos. En 1886, mientras sucedían las guerras indias, dijo :

"No creo que los únicos indios buenos sean los muertos, pero eso es cierto de nueve de cada diez, sin contar el décimo, que no quiero considerar".
Theodore Roosevelt

El invierno excepcionalmente severo en Estados Unidos durante la temporada de 1886 a 1887 acabó con su rebaño de ganado y el de sus competidores y con más de la mitad de su inversión de $80 000 dólares ($2,61 millones de dólares en 2022).  Terminó su vida ganadera y regresó a Nueva York, donde escapó de la dañina etiqueta de intelectual ineficaz.

### Segundas nupcias

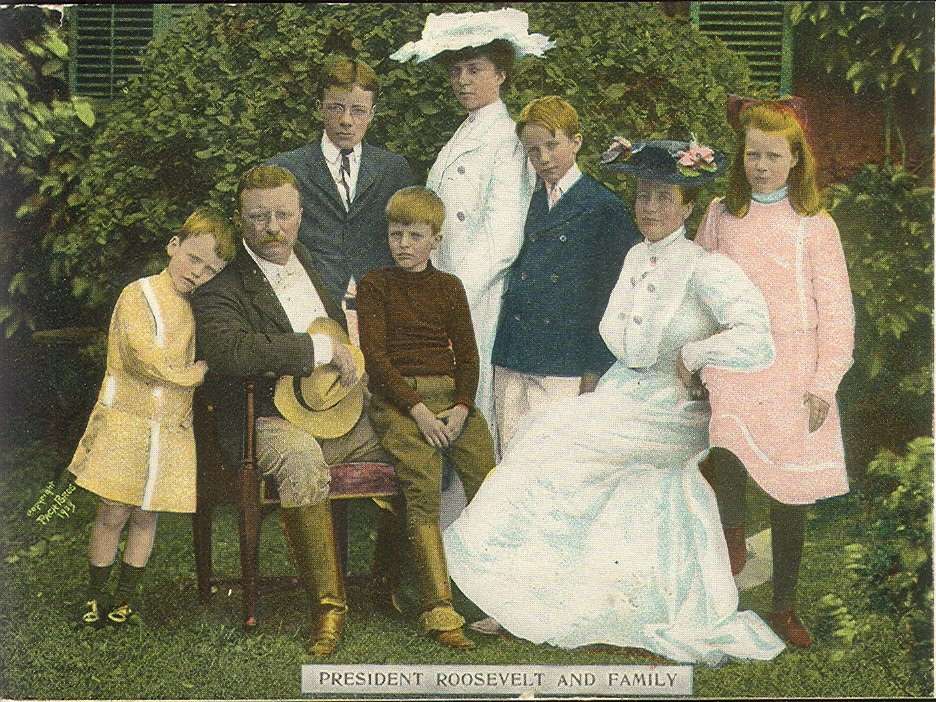
La familia Roosevelt en 1903.

El 2 de diciembre de 1886, Roosevelt se casó con su amiga de la infancia, Edith Kermit Carow. Roosevelt se sintió profundamente preocupado porque su segundo matrimonio había tenido lugar muy rápidamente después de la muerte de su primera esposa y se tuvo que enfrentar por ello con la resistencia de sus hermanas. No obstante, la pareja se casó en St George's, Hanover Square, en Londres, Inglaterra. La pareja tuvo cinco hijos: Theodore "Ted" III en 1887, Kermit en 1889, Ethel en 1891, Archibald en 1894 y Quentin en 1897. También criaron a la hija de Roosevelt de su primer matrimonio, Alice, quien a menudo se enfrentaba con su madrastra.

### Carrera política
Tras el regreso de Roosevelt a Nueva York en 1886, los líderes republicanos se acercaron rápidamente a él para postularle para alcalde de la ciudad de Nueva York en las elecciones de 1886. Roosevelt aceptó la nominación a pesar de tener pocas esperanzas de ganar la carrera contra el candidato del Partido Laborista Unido Henry George y el candidato demócrata Abram Hewitt. Roosevelt hizo una dura campaña por el puesto, pero Hewitt ganó con el 41% (90.552 votos), llevándose los votos de muchos republicanos que temían las políticas radicales de George. George obtuvo el 31% (68.110 votos) y Roosevelt ocupó el tercer lugar con el 27% (60.435 votos). Temiendo que su carrera política nunca se recuperara, Roosevelt centró su atención en escribir The Winning of the West, una obra histórica que rastrea el movimiento hacia el oeste de los estadounidenses; el libro fue un gran éxito para Roosevelt, obtuvo críticas favorables y vendió numerosas copias.

#### Comisión del Servicio Civil (1888-1894)
Después de que Benjamin Harrison derrotó inesperadamente a Blaine para la nominación presidencial en la Convención Nacional Republicana de 1888, Roosevelt pronunció discursos en el Medio Oeste en apoyo de Harrison. Ante la insistencia de Henry Cabot Lodge, el presidente Harrison nombró a Roosevelt miembro de la Comisión del Servicio Civil de los Estados Unidos, donde sirvió hasta 1895. Si bien muchos de sus predecesores habían abordado el cargo como una sinecura, Roosevelt enérgicamente luchó contra los saqueadores y exigió el cumplimiento de las leyes del servicio civil. El periódico neoyorquino The Sun describió a Roosevelt como "irreprimible, beligerante y entusiasta". Roosevelt se enfrentó con frecuencia con el director general de correos John Wanamaker, quien otorgó numerosos puestos de patrocinio a los partidarios de Harrison, y el intento de Roosevelt de expulsar a varios trabajadores postales dañó políticamente a Harrison. A pesar del apoyo de Roosevelt a la reelección de Harrison en las elecciones presidenciales de 1892, el eventual ganador, Grover Cleveland, lo volvió a nombrar en el mismo puesto. El amigo cercano y biógrafo de Roosevelt, Joseph Bucklin Bishop, describió su asalto al sistema de botín:

La misma ciudadela de la política de despojos, la fortaleza hasta ahora inexpugnable que había existido inquebrantable desde que fue erigida sobre los cimientos puestos por Andrew Jackson, se tambaleaba hasta su caída bajo los asaltos de este joven audaz e incontenible... Cualquiera que haya sido el sentimientos del (compañero del partido republicano) presidente (Harrison) —y no hay duda de que no tenía idea cuando nombró a Roosevelt que demostraría ser un verdadero toro en una tienda de porcelana— se negó a destituirlo y se mantuvo firme. firmemente hasta el final de su mandato.
Joseph Bucklin Bishop

#### Comisionado de policía de la ciudad de Nueva York (1894-1896)
En 1894, un grupo de republicanos reformistas se acercó a Roosevelt para postularle nuevamente para alcalde de Nueva York; él se negó, principalmente debido a la resistencia de su esposa a ser eliminada del entorno social de Washington. Poco después de declinar, se dio cuenta de que había perdido la oportunidad de revigorizar una carrera política inactiva. Se retiró a las Dakotas por un tiempo; su esposa Edith lamentó su papel en la decisión y le prometió que no se repetiría.

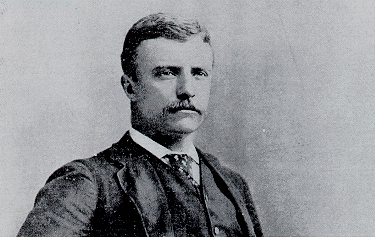
Roosevelt como comisionado de policía de la ciudad de Nueva York, 1895.

William Lafayette Strong, un republicano de mentalidad reformista, ganó las elecciones a la alcaldía de 1894 y le ofreció a Roosevelt un puesto en la junta de los comisionados de policía de la ciudad de Nueva York. Roosevelt fue designado presidente de la junta de comisionados y reformó radicalmente la fuerza policial. Roosevelt implementó inspecciones periódicas de armas de fuego y exámenes físicos anuales, nombró reclutas en función de sus calificaciones físicas y mentales en lugar de su afiliación política, estableció Medallas por Servicio Meritorio y cerró albergues policiales corruptos. Durante su mandato, la Junta de Caridades estableció una Casa de Alojamiento Municipal y Roosevelt requirió que los funcionarios se registraran en la Junta; también hizo instalar teléfonos en las comisarías.
En 1894, Roosevelt conoció a Jacob Riis, el periodista del periódico Evening Sun que estaba abriendo los ojos de los neoyorquinos a las terribles condiciones de los millones de inmigrantes pobres de la ciudad con libros como Cómo vive la otra mitad . Riis describió cómo su libro afectó a Roosevelt:

Cuando Roosevelt leyó [mi] libro, vino... Nadie nunca ayudó como él lo hizo. Durante dos años fuimos hermanos en Mulberry Street (la ciudad de Nueva York plagada de crímenes). Cuando se fue yo había visto su época dorada... Hay muy poca tranquilidad por donde conduce Theodore Roosevelt, como todos nos dimos cuenta. Lo descubrió el transgresor que vaticinó con desdén que él "se metería en la política como todos", y vivió para respetarlo, aunque lo maldijo, como el más fuerte de todos ellos... que fue lo que hizo dorada la edad, que por primera vez saliera a la calle un propósito moral. A la luz de ella todo se transformó.
Jacob Riis

Roosevelt tenía la costumbre de recorrer las rondas de los oficiales a altas horas de la noche y temprano en la mañana para asegurarse de que estuvieran de servicio. Hizo un esfuerzo concertado para hacer cumplir de manera uniforme la ley de cierre dominical de Nueva York; en esto, se enfrentó al jefe Tom Platt y a con el grupo Tammany Hall; se le notificó que la Comisión de Policía estaba siendo eliminada por ley. Sus represiones llevaron a protestas y manifestaciones. Invitado a una gran manifestación, no solo aceptó sorpresivamente, sino que también se deleitó con los insultos, las caricaturas y las burlas dirigidas contra él, y se ganó cierta buena voluntad. Roosevelt optó por diferir en lugar de dividirse con su partido. Como gobernador del estado de Nueva York, más tarde firmaría una ley que reemplazaba la Comisión de Policía con un único Comisionado de Policía.

#### Elecciones presidenciales de 1896
En las elecciones presidenciales de los Estados Unidos de 1896, Roosevelt respaldó al presidente de la Cámara Thomas Brackett Reed para la nominación republicana, pero William McKinley ganó la nominación y derrotó a William Jennings Bryan en las elecciones generales. Roosevelt se opuso firmemente a la plataforma de subsidios de Bryan, viendo a muchos de los seguidores de Bryan como fanáticos peligrosos. Dio decenas de discursos de campaña para McKinley.

#### Subsecretario de Marina (1896-1898)

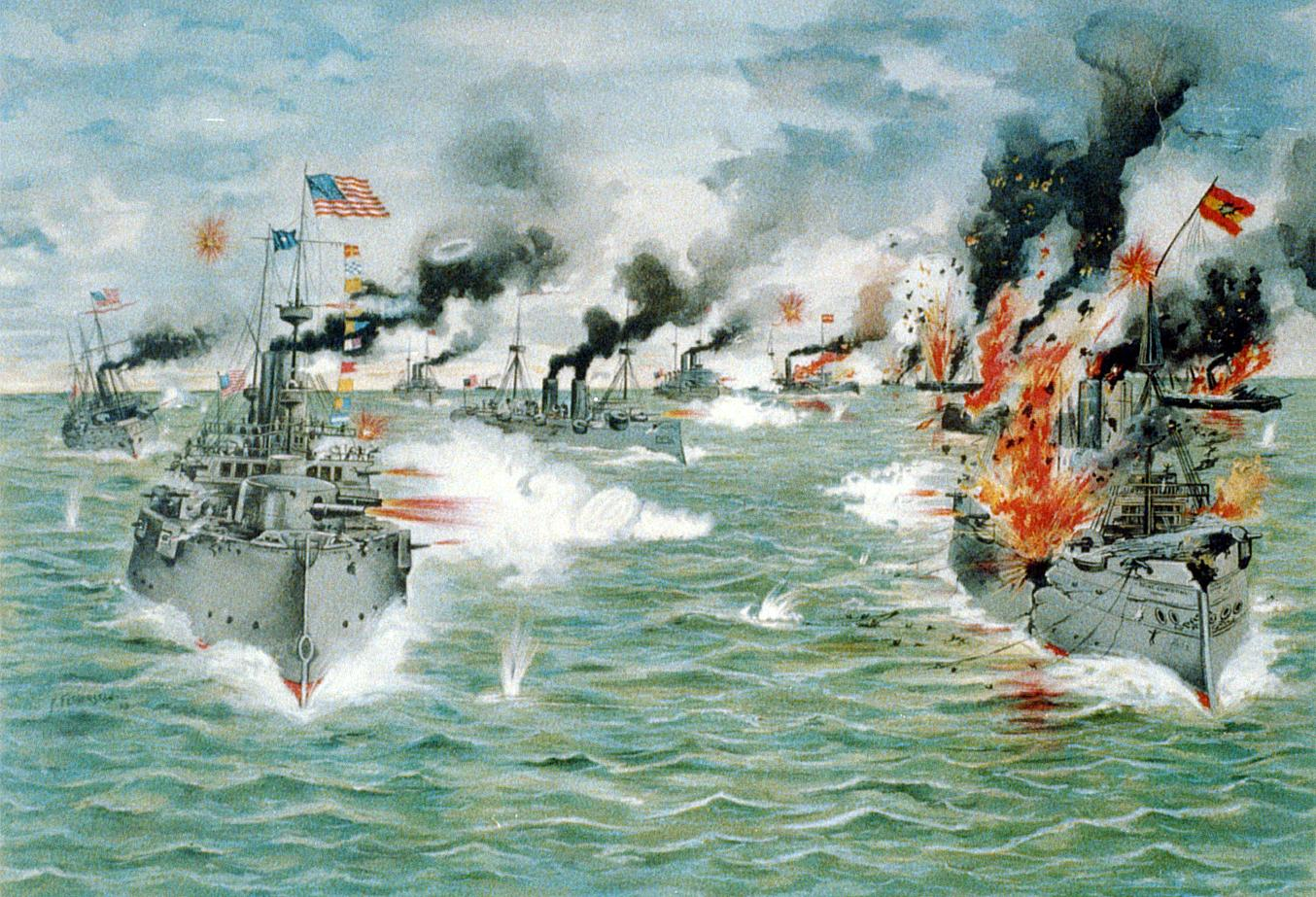
El Escuadrón Asiático destruyendo la flota española en la Batalla de la Bahía de Manila el 1 de mayo de 1898.

Instado por el senador Henry Cabot Lodge, el presidente McKinley nombró a Roosevelt como Subsecretario de Marina en 1897. El Secretario de Marina John D. Long estaba más preocupado por las formalidades que por las funciones, tenía mala salud y dejó muchas decisiones importantes a Roosevelt. Influenciado por Alfred Thayer Mahan, Roosevelt pidió una acumulación de la fuerza naval del país, en particular la construcción de acorazados. Roosevelt también comenzó a presionar a McKinley con sus puntos de vista sobre la seguridad nacional con respecto al Pacífico y el Caribe y se mostró particularmente firme en que España fuera expulsada de Cuba. Explicó sus prioridades a uno de los planificadores de la Armada a fines de 1897:

Yo consideraría la guerra con España desde dos puntos de vista: primero, la conveniencia, tanto por razones de humanidad como de interés propio, de intervenir en favor de los cubanos, y de dar un paso más hacia la completa liberación de América del dominio europeo; segundo, el beneficio de nuestra gente al darles algo en qué pensar que no es una ganancia material, y especialmente el beneficio de nuestras fuerzas militares al probar tanto a la Armada como al Ejército en la práctica real.
Theodore Roosevelt

El 15 de febrero de 1898, el USS Maine, un crucero blindado, que explotó en extrañas circunstancias el puerto de La Habana, Cuba, matando a cientos de tripulantes. Mientras Roosevelt y muchos otros estadounidenses culparon a España de la explosión, McKinley buscó una solución diplomática. Sin la aprobación de Long o McKinley, Roosevelt envió órdenes a varios buques de guerra, indicándoles que se prepararan para la guerra. George Dewey, que había recibido un nombramiento para dirigir el escuadrón asiático con el respaldo de Roosevelt, más tarde atribuyó su victoria en la batalla de la bahía de Manila a las órdenes preventivas de Roosevelt. Después de agotar los caminos diplomáticos, McKinley le pidió al Congreso que declarara la guerra a España, comenzando la guerra hispano-estadounidense.

#### Guerra hispano-estadounidense y losRough Riders (1898)

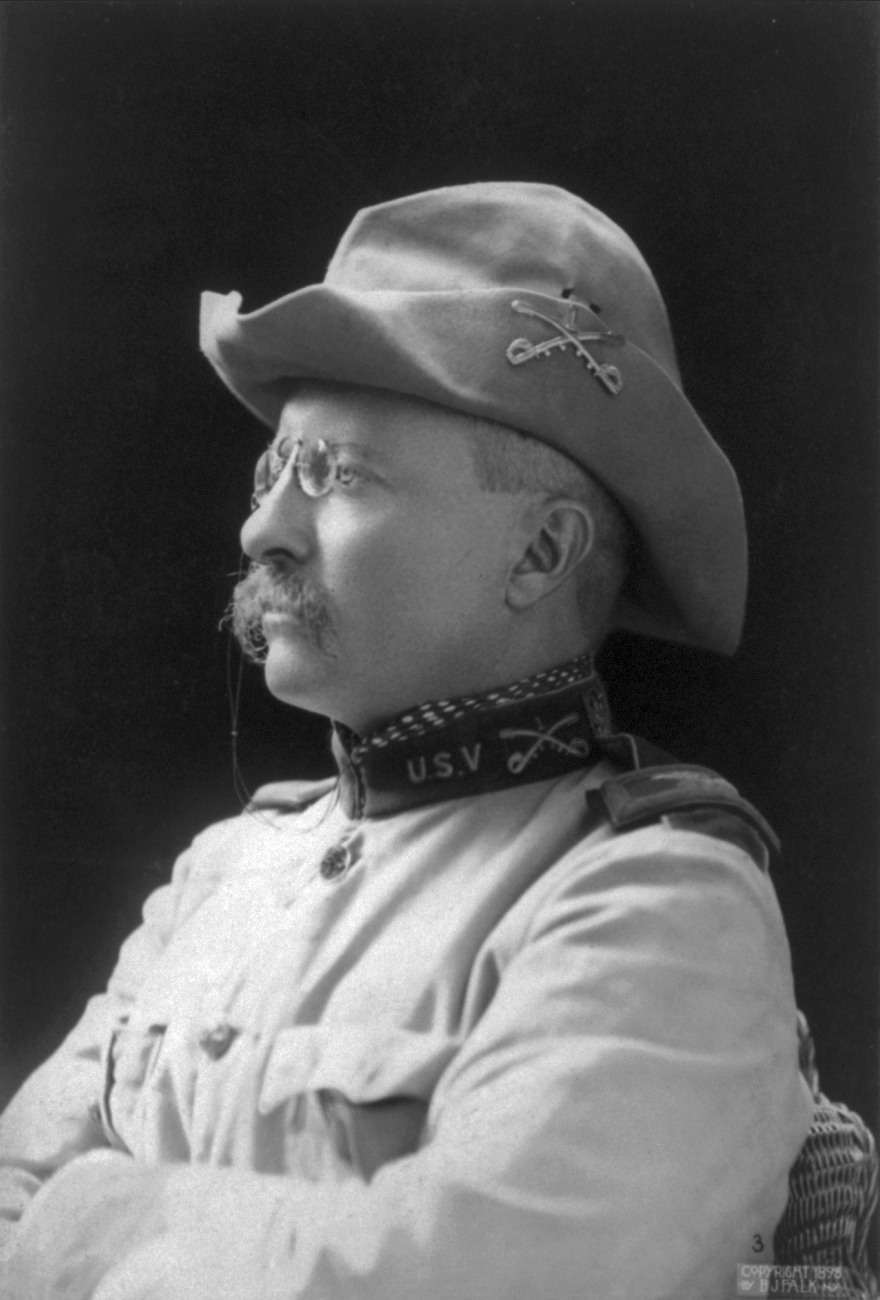
Coronel Teodoro Roosevelt

Con el comienzo de la guerra hispano-estadounidense a fines de abril de 1898, Roosevelt renunció a su cargo como Subsecretario de Marina. Junto con el coronel del ejército Leonard Wood, formó el primer regimiento de caballería de voluntarios de los Estados Unidos. Su esposa y muchos de sus amigos le suplicaron a Roosevelt que permaneciera en su puesto gubernamental en Washington, pero Roosevelt estaba decidido a entrar en batalla. Cuando los periódicos informaron sobre la formación del nuevo regimiento, Roosevelt y Wood se vieron inundados con solicitudes de todo el país. Conocido por la prensa como los "Rough Riders", el regimiento fue una de las muchas unidades temporales activas solo durante la guerra. 

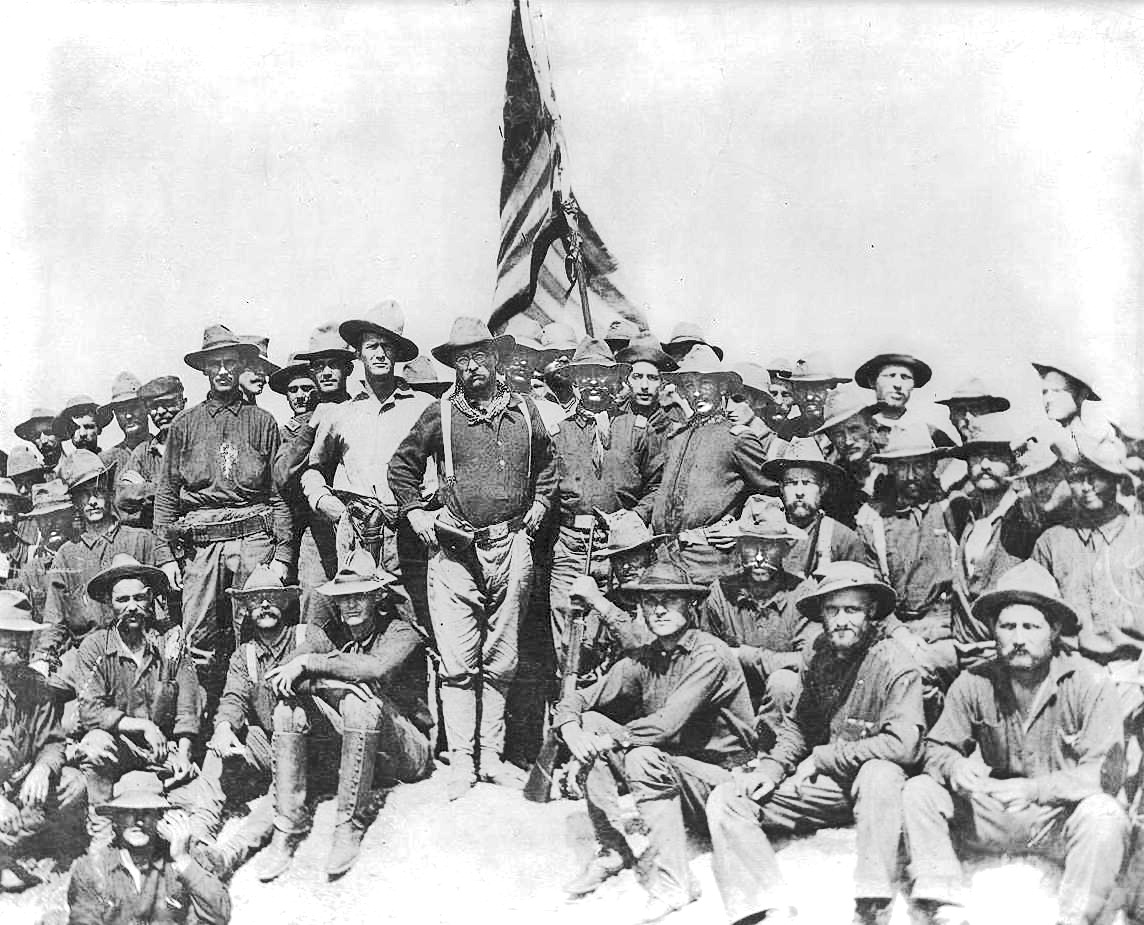
El coronel Roosevelt y los Rough Riders después de capturar Kettle Hill en Cuba en julio de 1898, junto con miembros del 3.° Voluntarios y el 10.° Caballería negra del Ejército regular.

El regimiento entrenó durante varias semanas en San Antonio, Texas, y en su autobiografía, Roosevelt escribió que su experiencia previa con la Guardia Nacional de Nueva York había sido invaluable, ya que le permitió comenzar de inmediato a enseñar a sus hombres habilidades básicas de soldado. Los Rough Riders usaron algunos equipos estándar y algunos de su propio diseño, comprados con dinero donado. La diversidad caracterizó al regimiento, que incluía miembros de la Ivy League, atletas profesionales y aficionados, caballeros de lujo, vaqueros, hombres de la frontera, nativos americanos, cazadores, mineros, buscadores de oro, ex soldados, comerciantes y alguaciles. Los Rough Riders formaban parte de la división de caballería comandada por el ex general confederado Joseph Wheeler, que a su vez era una de las tres divisiones del V Cuerpo bajo el mando del mayor general William Rufus Shafter. Roosevelt y sus hombres desembarcaron en las playas sde Daiquirí, Cuba, el 23 de junio de 1898 y marcharon hacia Siboney. Wheeler envió partes de la 1.ª y la 10.ª Caballería Regular por la carretera inferior al noroeste y envió a los "Rough Riders" por la carretera paralela que corre a lo largo de una cresta desde la playa. Para deshacerse de su rival de infantería, Wheeler dejó un regimiento de su División de Caballería, la 9.ª, en Siboney para poder afirmar que su movimiento hacia el norte era solo un reconocimiento limitado si las cosas salían mal. Roosevelt fue ascendido a coronel y tomó el mando del regimiento cuando Wood fue puesto al mando de la brigada. Los Rough Riders tuvieron una breve escaramuza menor conocida como la Batalla de Las Guasimas en 1898; se abrieron paso a través de la resistencia española y, junto con los regulares, obligaron a los españoles a abandonar sus posiciones.
Bajo el liderazgo de Roosevelt, los Rough Riders se hicieron famosos por la subida a Kettle Hill el 1 de julio de 1898, mientras apoyaban a los soldados rasos. Roosevelt tenía el único caballo y cabalgaba de un lado a otro entre fosos de rifles al frente del avance hacia Kettle Hill, un avance que instó a pesar de la ausencia de órdenes de sus superiores. Se vio obligado a caminar hasta la última parte de Kettle Hill porque su caballo se había enredado en alambre de púas. Las victorias tuvieron un costo de 200 muertos y 1000 heridos.
En agosto, Roosevelt y otros oficiales exigieron que los soldados regresaran a casa. Roosevelt siempre recordó la batalla de Kettle Hill (parte de San Juan Heights) como "el gran día de mi vida" y "mi hora llena de gente". En ese mismo año, Roosevelt recibió póstumamente la Medalla de Honor por sus acciones; había sido nominado durante la guerra, pero los oficiales del ejército, molestos porque acaparaba los titulares, lo bloquearon, siendo el único presidente de Estados Unidos en recibir esta condecoración. Después de regresar a la vida civil, Roosevelt prefirió ser conocido como "Coronel Roosevelt" o "El Coronel", aunque "Teddy" siguió siendo mucho más popular entre el público, aunque Roosevelt despreciaba abiertamente ese apodo. Los hombres que trabajaban en estrecha colaboración con Roosevelt solían llamarlo "coronel" o "Theodore".

#### Gobernador de Nueva York (1898-1900)
Después de salir de Cuba en agosto de 1898, los Rough Riders fueron transportados a un campamento en Montauk Point, Long Island, donde Roosevelt y sus hombres fueron puestos en cuarentena brevemente debido al temor del Departamento de Guerra de propagar la fiebre amarilla. La religiosa Regina Purtell fue una de las enfermeras enviadas a este campamento, era tan competente durante los brotes y tan querida por los Rough Riders que se hizo amiga del propio Roosevelt; unos años más tarde le pediría que lo cuidara personalmente cuando estuviera en el hospital de St. Vincent. Poco después del regreso de Roosevelt a los Estados Unidos, el congresista republicano Lemuel E. Quigg, un lugarteniente del jefe del partido Tom Platt, le pidió a Roosevelt que se presentara en las elecciones para gobernador de 1898. Prosperando políticamente desde la maquinaria política de Platt, el ascenso gradual al poder de Roosevelt estuvo marcado por las decisiones pragmáticas del jefe de la máquina de Nueva York, TC Thomas C. "Tom" Platt, quien se desempeñó como senador de EE. UU. por el mismo estado. La voluntad demostrada de Platt de comprometerse con el ala progresista del Partido Republicano liderada por Roosevelt y Benjamin B. Odell Jr. resultó, con el tiempo, en el crecimiento de su fuerza política cuya máquina se enfrentó al colapso en 1903 a manos de Odell. A Platt no le gustaba Roosevelt personalmente, temía que Roosevelt se opusiera a los intereses suyos en el cargo y se mostraba reacio a impulsar a Roosevelt al frente de la política nacional. Sin embargo, Platt también necesitaba un candidato fuerte debido a la impopularidad del actual gobernador republicano, Frank S. Black. Roosevelt acordó convertirse en el candidato y tratar de no "hacer la guerra" con el establecimiento republicano una vez en el cargo. Roosevelt derrotó a Black en el caucus republicano por una votación de 753 a 218 y se enfrentó al demócrata Augustus Van Wyck, un juez muy respetado, en las elecciones generales. Roosevelt hizo una campaña vigorosa centrándose en su historial de guerra, ganando las elecciones por un margen de sólo el uno por ciento.

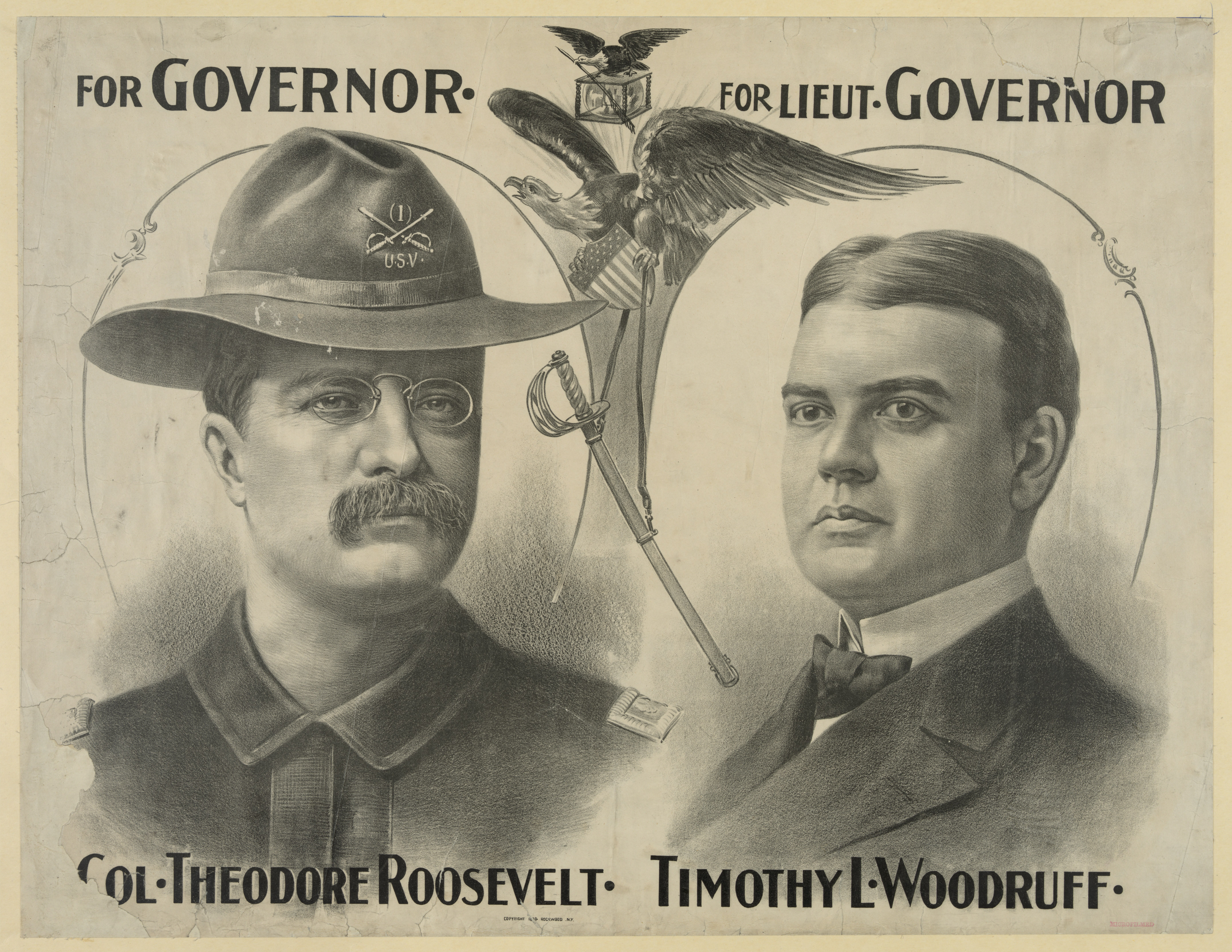
Retrato del candidato a gobernador del estado de Nueva York Theodore Roosevelt con el candidato a vicegobernador Timothy L. Woodruff.

Como gobernador, Roosevelt aprendió mucho sobre cuestiones económicas actuales y técnicas políticas que luego resultaron valiosas durante su presidencia. Estudió los problemas de los fideicomisos, los monopolios, las relaciones laborales y la conservación. Las reglas del Square Deal eran "honestidad en los asuntos públicos, distribución equitativa de privilegios y responsabilidades, y subordinación de las preocupaciones locales y del partido a los intereses del estado en general".
Al realizar conferencias de prensa dos veces al día, lo cual fue una innovación, Roosevelt se mantuvo conectado con su base política de clase media. Roosevelt impulsó con éxito el proyecto de ley Ford Franchise-Tax, que gravaba las franquicias públicas otorgadas por el estado y controladas por corporaciones, declarando que "una corporación que deriva sus poderes del Estado, debe pagar al Estado un porcentaje justo de sus ganancias a cambio de los privilegios de que goza". Rechazó las preocupaciones de Platt de que esto se acercara al socialismo bryanita, y explicó que sin él, los votantes de Nueva York podrían enojarse y adoptar la propiedad pública de las líneas de tranvía y otras franquicias.
El gobierno de Roosevelt del estado de Nueva York afectó muchos intereses, y el poder de hacer nombramientos para puestos de formulación de políticas fue un papel clave para el gobernador. Platt insistió en que se le consultara sobre nombramientos importantes; Roosevelt pareció cumplir, pero luego tomó sus propias decisiones. Los historiadores se maravillan de que Roosevelt haya logrado nombrar a tantos hombres de primer nivel con la aprobación de Platt. Incluso solicitó la ayuda de Platt para asegurar la reforma, como en la primavera de 1899, cuando Platt presionó a los senadores estatales para que votaran por un proyecto de ley de servicio civil que el secretario de la Asociación de Reforma del Servicio Civil llamó "superior a cualquier estatuto de servicio civil garantizado hasta ahora en Estados Unidos".
Como gobernador Roosevelt desarrolló los principios que dieron forma a su presidencia, especialmente la insistencia en la responsabilidad pública de las grandes corporaciones, la publicidad como primer remedio para los fideicomisos, la regulación de las tarifas ferroviarias, la mediación del conflicto de capital y trabajo, conservación de los recursos naturales y protección de los miembros menos afortunados de la sociedad. Roosevelt buscó posicionarse en contra de los excesos de las grandes corporaciones por un lado y de los movimientos radicales por el otro.
Como director ejecutivo del estado más poblado de Estados Unidos, Roosevelt era ampliamente considerado como un futuro candidato presidencial en potencia, y algunos partidarios como William Allen White lo alentaron a postularse para presidente. Roosevelt no tenía interés en desafiar a McKinley por la nominación republicana en 1900, y se le negó su puesto preferido de Secretario de Guerra. A medida que avanzaba su mandato, Roosevelt consideró una candidatura presidencial de 1904, pero no estaba seguro de si debería buscar la reelección como gobernador en 1900.

#### Vicepresidencia (1901)

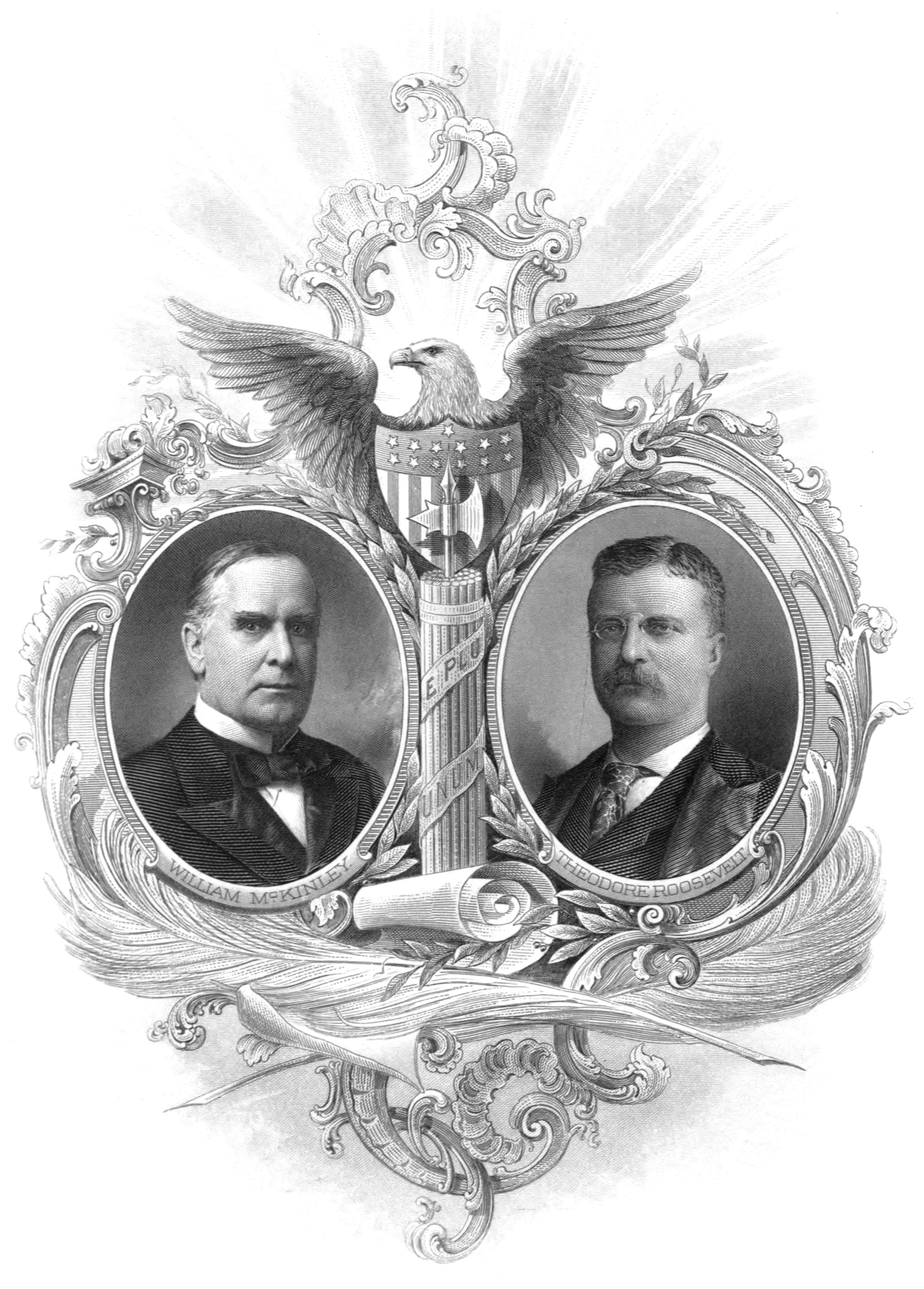
Retratos grabados del presidente William McKinley y el vicepresidente Roosevelt tomadas de un folleto de recuerdo publicado para su toma de posesión en 1901.

En noviembre de 1899, el vicepresidente Garret Hobart murió de insuficiencia cardíaca, dejando un lugar libre en la candidatura nacional republicana de 1900. Aunque Henry Cabot Lodge y otros lo instaron a postularse para vicepresidente en 1900, Roosevelt se mostró reacio a asumir la posición impotente y emitió una declaración pública diciendo que no aceptaría la nominación. Además, Roosevelt fue informado por el presidente McKinley y el director de campaña Mark Hanna de que no estaba siendo considerado para el cargo de vicepresidente debido a sus acciones antes de la guerra hispano-estadounidense.  Ansioso por deshacerse de Roosevelt, Platt, no obstante, inició una campaña periodística a favor de la nominación de Roosevelt para la vicepresidencia. Roosevelt asistió a la Convención Nacional Republicana de 1900 como delegado estatal y llegó a un acuerdo con Platt: Roosevelt aceptaría la nominación para vicepresidente si la convención se lo ofrecía, pero de lo contrario cumpliría otro mandato como gobernador. Platt le pidió al jefe del partido de Pensilvania, Matthew Quay, que dirigiera la campaña para la nominación de Roosevelt, y Quay superó a Hanna en la convención para poner a Roosevelt en la boleta. Roosevelt ganó la nominación por unanimidad.
La campaña para la vicepresidencia de Roosevelt demostró ser muy enérgica y estar a la altura del famoso estilo de campaña del candidato presidencial demócrata William Jennings Bryan. En una campaña vertiginosa que mostró su energía al público, Roosevelt hizo 480 paradas en 23 estados. Denunció el radicalismo de Bryan, contrastándolo con el heroísmo de los soldados y marineros que lucharon y ganaron la guerra contra España. Bryan había apoyado firmemente la guerra en sí, pero denunció la anexión de Filipinas como imperialismo, lo que arruinaría la inocencia de Estados Unidos. Roosevelt respondió que era mejor para los filipinas sostener la estabilidad y que los estadounidenses tengan un lugar de orgullo en el mundo. Con la nación disfrutando de la paz y la prosperidad, los votantes le dieron a McKinley una victoria aún mayor que la que había logrado en 1896.
Después de la campaña, Roosevelt asumió el cargo de vicepresidente en marzo de 1901. El cargo de vicepresidente era una sinecura impotente y no se adaptaba al temperamento agresivo de Roosevelt. Los seis meses de Roosevelt como vicepresidente transcurrieron sin incidentes y aburridos para un hombre de acción. No tenía poder; presidió el Senado durante apenas cuatro días antes de que se levantara la sesión. El 2 de septiembre de 1901, Roosevelt publicó por primera vez un aforismo que emocionó a sus partidarios: "Habla suavemente y lleva un gran garrote, y llegarás lejos".

### Presidencia (1901-1909)

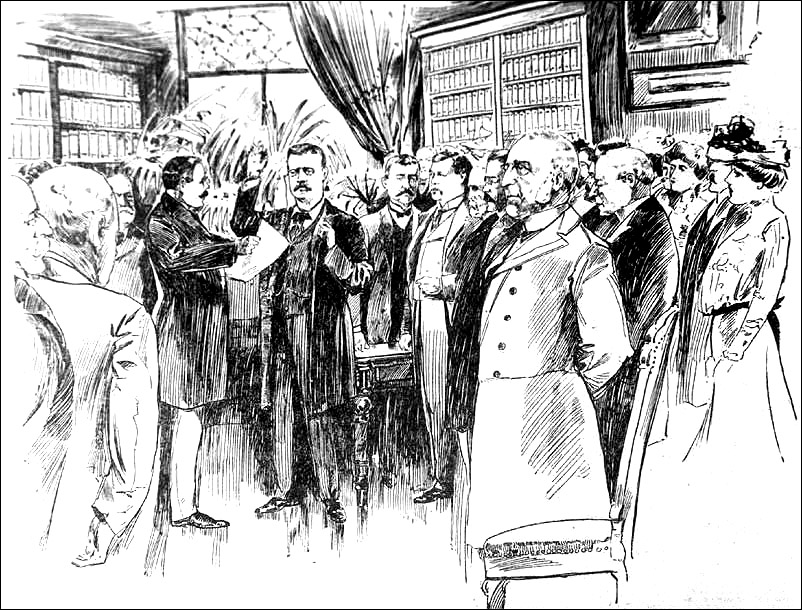
Primera investidura presidencial a Roosevelt

#### Primera investidura
El 6 de septiembre de 1901, el presidente McKinley asistía a la Exposición Panamericana en Buffalo, Nueva York, cuando el anarquista Leon Czolgosz le disparó. Roosevelt estaba de vacaciones en Isla La Motte, Vermont, y viajó a Buffalo para visitar a McKinley en el hospital. Parecía que McKinley se recuperaría, por lo que Roosevelt reanudó sus vacaciones en las montañas de Adirondack. Cuando la condición de McKinley empeoró, Roosevelt volvió rápidamente a Buffalo. McKinley murió el 14 de septiembre y se informó a Roosevelt mientras estaba en North Creek; continuó hasta Buffalo y fue prestó juramento como el vigésimo sexto presidente de la nación en la Casa Ansley Wilcox.
Los partidarios de McKinley estaban nerviosos por el nuevo presidente, y el senador de Ohio, Mark Hanna, estaba particularmente resentido porque el hombre al que se había opuesto tan enérgicamente en la convención había sucedido a McKinley. Roosevelt aseguró a los líderes del partido que tenía la intención de adherirse a las políticas de McKinley y retuvo el gabinete de McKinley. No obstante, Roosevelt buscó posicionarse como el líder indiscutible del partido, buscando reforzar el papel del presidente y posicionarse para las elecciones de 1904.
Poco después de asumir el cargo, Roosevelt invitó a Booker T. Washington a cenar en la Casa Blanca. Esto provocó una reacción amarga y, en ocasiones, viciosa entre los blancos en el sur fuertemente segregado.  Roosevelt reaccionó con asombro y protesta, diciendo que esperaba muchas cenas futuras con Washington. Tras una mayor reflexión, Roosevelt quería asegurarse de que esto no tuviera ningún efecto en el apoyo político en el Sur blanco, y se evitaron más invitaciones a cenar a Washington;  su próxima reunión se programó como un trabajo típico a las 10:00 a. m. en su lugar.

#### Gabinete

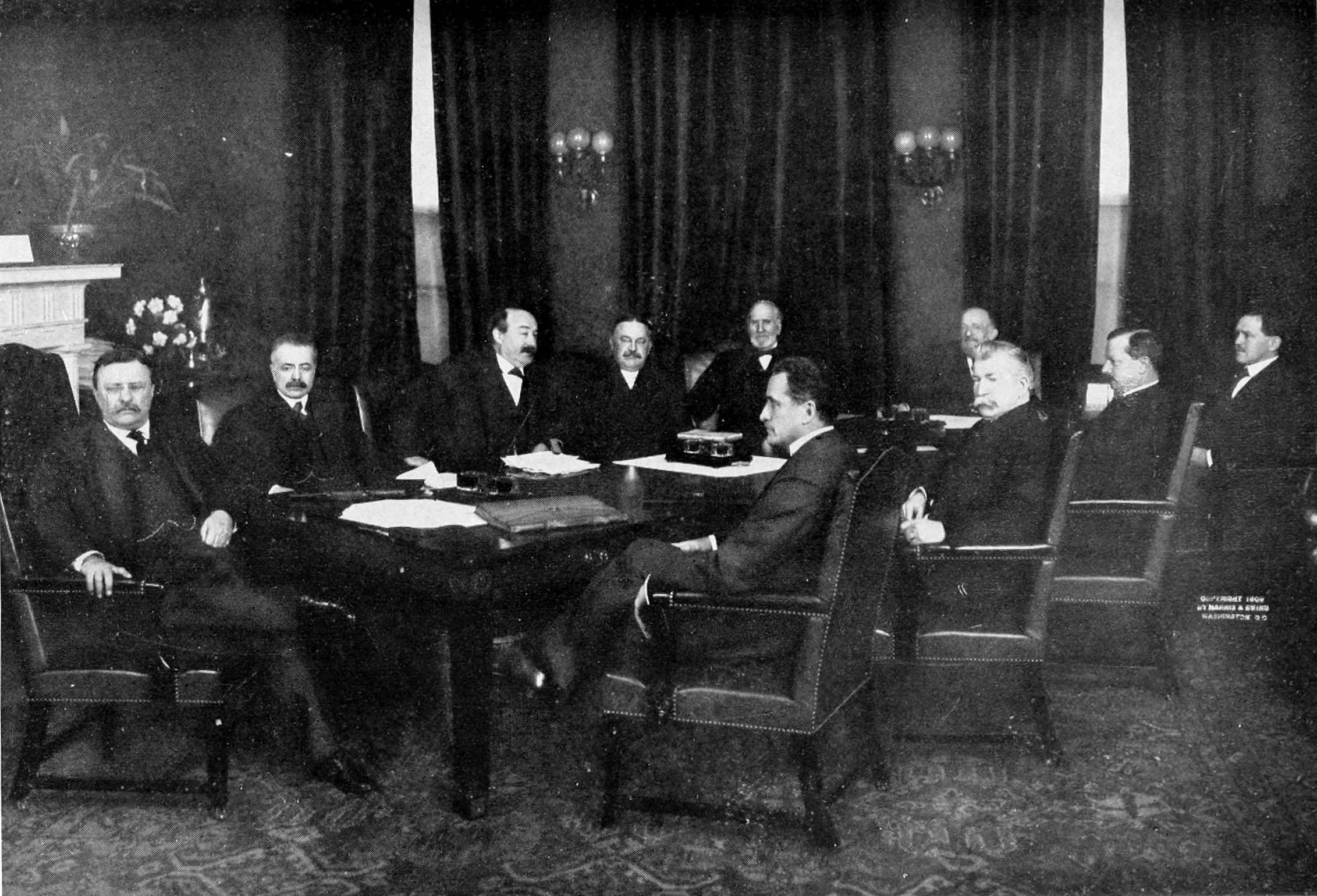
Gabinete de Roosevelt en su último día en el cargo, 1909. En el extremo izquierdo: Roosevelt De izquierda a derecha en la parte posterior de la mesa: George B. Cortelyou, Charles Joseph Bonaparte, Truman Handy Newberry, James Wilson, Oscar S. Straus. De izquierda a derecha al frente de mesa: Robert Bacon, Luke Edward Wright, George von Lengerke Meyer, James Rudolph Garfield.

Ansioso por garantizar una transición sin problemas, Roosevelt convenció a los miembros del gabinete de McKinley, en particular al secretario de Estado John Hay y al secretario del Tesoro Lyman J. Gage, para que permanecieran en el cargo. Otro remanente, el secretario de Guerra Elihu Root, había sido un confidente de Roosevelt durante años, y continuó sirviendo como aliado cercano del presidente Roosevelt. El fiscal general Philander C. Knox, a quien McKinley había designado a principios de 1901, también surgió como una fuerza poderosa dentro de la administración de Roosevelt. El secretario personal de McKinley, George B. Cortelyou, permaneció en su lugar. Una vez que el Congreso comenzó su sesión en diciembre de 1901, Roosevelt reemplazó a Gage con LM Shaw y nombró a Henry C. Payne como director general de Correos, obteniendo la aprobación de los poderosos senadores William B. Allison y John Coit Spooner. Reemplazó al secretario de Marina John D. Long, con el congresista William H. Moody. En 1903, Roosevelt nombró a Cortelyou como el primer jefe del Departamento de Comercio y Trabajo, y William Loeb Jr. se convirtió en secretario de Roosevelt.
Root regresó al sector privado en 1904 y fue reemplazado por William Howard Taft, quien anteriormente se había desempeñado como gobernador general de Filipinas. Knox aceptó el nombramiento para el Senado en 1904 y fue reemplazado por William Moody, quien a su vez fue sucedido como fiscal general por Charles Joseph Bonaparte en 1906. Después de la muerte de Hay en 1905, Roosevelt convenció a Root para que regresara al Gabinete como secretario de Estado, y Root permaneció en el cargo hasta los últimos días del mandato de Roosevelt. En 1907, Roosevelt reemplazó a Shaw con Cortelyou, mientras que James R. Garfield se convirtió en el nuevo secretario del interior.
Roosevelt nombró a tres jueces asociados de la Corte Suprema. El primer nombramiento de Roosevelt, Oliver Wendell Holmes, Jr. se había desempeñado como presidente del Tribunal Supremo de Massachusetts desde 1899. Confirmado en diciembre de 1902, Holmes sirvió en el Tribunal Supremo hasta 1932. Algunas de las decisiones antimonopolio de Holmes enojaron a Roosevelt y detuvieron su amistad.  El segundo nombramiento de Roosevelt, el ex secretario de Estado William R. Day, se convirtió en un voto confiable para los juicios antimonopolio de Roosevelt y permaneció en la corte desde 1903 hasta 1922. En 1906, después de considerar al juez de apelación demócrata Horace Harmon Lurton para una vacante en la Corte Suprema, Roosevelt nombró en su lugar al fiscal general William Moody. Moody sirvió hasta que problemas de salud lo obligaron a retirarse en 1910.
Roosevelt también nombró a otros 71 jueces federales: 18 para las Cortes de Apelaciones de los Estados Unidos y 53 para las cortes de distrito de los Estados Unidos. Estas nominaciones fueron preparadas por el Departamento de Justicia, en consulta con los líderes republicanos, especialmente los senadores del estado de origen. La edad promedio de los designados fue de 50,7 años, con un 22 por ciento menor de 45 años.

#### Cuerpo de prensa
Basándose en el uso innovador y efectivo de la prensa por parte de McKinley, Roosevelt convirtió a la Casa Blanca en el centro de las noticias nacionales de todos los días, brindando entrevistas y oportunidades para tomar fotografías. Un día, al darse cuenta de que los reporteros estaban acurrucados afuera bajo la lluvia, les dio su propia habitación adentro, inventando efectivamente la rueda de prensa presidencial.  La prensa agradecida, con un acceso sin precedentes a la Casa Blanca, recompensó a Roosevelt con una amplia cobertura, lo que fue posible gracias a la práctica de Roosevelt de descartar a los reporteros que no le agradaban.

#### Square Deal

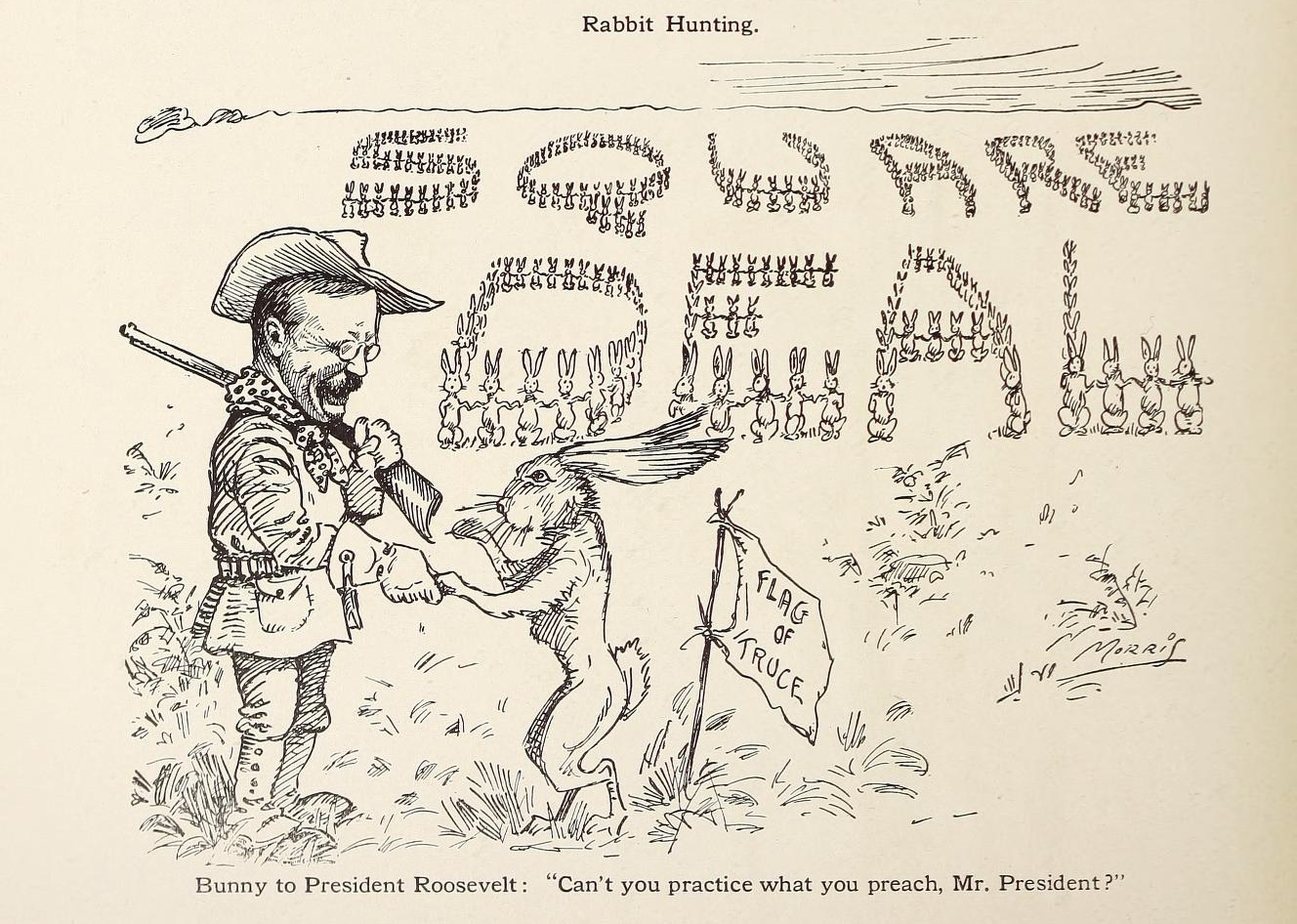
Caricatura editorial William C. Morris

El Square Deal fue un programa emblemático del gobierno de Roosevelt, buscaba con él equilibrar el poder económico en Estados Unidos. A través de la conservación de sus recursos naturales, el control de grandes empresas y la protección del consumidor. Roosevelt implementó medidas para mejorar las condiciones de la clase media y obrera estadounidense. El plan incluyó procesos judiciales contra 44 grandes empresas por violaciones anticompetitivas y la promulgación de leyes para regular la calidad de los productos cárnicos y el etiquetado de alimentos y medicamentos. Además, el programa destacó por su compromiso con la conservación ambiental, protegiendo vastas extensiones de la explotación comercial y sentando las bases para una política ambiental más sostenible.

#### Destrucción de confianza y regulación
Por su uso agresivo de la Ley Sherman Antimonopolio de 1890, en comparación con sus predecesores, Roosevelt fue aclamado como el "destructor de confianza". Roosevelt consideraba que las grandes empresas eran una parte necesaria de la economía estadounidense y sólo buscaba procesar a los "malos fideicomisos" que restringían el comercio y cobraban precios injustos. Presentó durante su gobierno 44 demandas antimonopolio, disolviendo la Northern Securities Company, el entonces mayor monopolio ferroviario; y regular la Standard Oil, la mayor compañía petrolera. Anteriormente los presidentes Benjamin Harrison, Grover Cleveland y William McKinley combinados habían procesado únicamente 18 violaciones antimonopolio en virtud de la Ley Sherman Antimonopolio.
Impulsado gracias a las amplias mayorías obtenidas por su partido en las elecciones de 1902, Roosevelt propuso la creación del Departamento de Comercio y Trabajo de los Estados Unidos, que incluiría la Oficina de Corporaciones. Si bien el Congreso se mostró receptivo con el Departamento de Comercio y Trabajo, se mostró más escéptico respecto de los poderes antimonopolio que Roosevelt buscaba otorgar dentro de la Oficina de Corporaciones. Roosevelt apeló exitosamente al pueblo para que este presionara al Congreso, y el Congreso votó abrumadoramente a favor de aprobar la versión del proyecto de ley de Roosevelt.
Frustrado el presidente de la Cámara de Representantes, Joseph Gurney Cannon, comentó sobre el deseo de Roosevelt de tener control del poder ejecutivo en la formulación de políticas internas: "Ese tipo al otro lado de la avenida quiere todo, desde el nacimiento de Cristo hasta la muerte del diablo". De hecho, la voluntad de Roosevelt de ejercer su poder incluyó intentos de cambiar las reglas en el juego del fútbol americano; en la Academia Naval de los Estados Unidos, buscó forzar la retención de clases de artes marciales y revisar las reglas disciplinarias. Incluso ordenó que se hicieran cambios en la acuñación de una moneda cuyo diseño no le gustaba y ordenó a la Imprenta del Gobierno que adoptara una ortografía simplificada para una lista básica de 300 palabras, según los reformadores de la Junta de Ortografía Simplificada. Finalmente se vio obligado a rescindir esta última después de importantes burlas por parte de la prensa y una resolución de protesta de la Cámara de Representantes de los Estados Unidos.

#### Huelga del carbón
En mayo de 1902, los mineros del carbón de antracita se declararon en huelga, amenazando con una escasez de energía a nivel nacional. Después de amenazar a los huelguistas con la intervención de tropas federales, Roosevelt logró un acuerdo para disputar el arbitraje por parte de una comisión, que logró detener la huelga. El acuerdo con J. P. Morgan dio como resultado que los mineros recibieran más salario por menos horas, pero sin reconocimiento sindical. Roosevelt dijo:

"Mi acción sobre el trabajo siempre debe considerarse en conexión con mi acción con respecto al capital, y ambas son reducibles a mi fórmula favorita: un trato justo para cada hombre".
Theodore Roosevelt

Roosevelt fue el primer presidente que ayudó a resolver un conflicto laboral en Estados Unidos.

#### Anticorrupción
Durante el segundo año de Roosevelt en el cargo, se descubrió que había corrupción en el Oficina de Asuntos Indígenas, la Oficina General de Tierras de los Estados Unidos y en el Servicio Postal de los Estados Unidos. Roosevelt investigó y procesó a varias autoridades indígenas corruptas que habían estafado al pueblo creek y a varias tribus nativas americanas para quitarles parcelas de tierra. Se encontraron fraudes y especulaciones territoriales relacionados con las tierras forestales federales de Oregón. En noviembre de 1902, Roosevelt y el secretario Ethan A. Hitchcock obligaron a Binger Hermann, el comisionado de la Oficina General de Tierras, a dimitir de su cargo. El 6 de noviembre de 1903, Francis J. Heney fue nombrado fiscal especial para el caso y obtuvo 146 acusaciones relacionadas con una red de sobornos de la Oficina de Tierras de Oregón. El senador estadounidense John H. Mitchell fue acusado de soborno para acelerar patentes de tierras ilegales, fue declarado culpable en julio de 1905 y sentenciado a seis meses de prisión. Se encontró más corrupción en el Servicio Postal de los Estados Unidos, lo que provocó la acusación de 44 empleados del gobierno por cargos de soborno y fraude. Los historiadores generalmente coinciden en que Roosevelt actuó "rápida y decisivamente" para procesar las malas conductas en su administración.

#### Ley Hepburn
Después de que los comerciantes se quejaran de que algunas tarifas ferroviarias eran demasiado altas, Roosevelt intentó solucionarlo dándole a la Comisión de Comercio Interestatal el poder de regular las tarifas con la Ley Hepburn, pero el Senado, encabezado por el conservador Nelson Aldrich, se opuso. Roosevelt trabajó con el senador demócrata Benjamin Tillman para aprobar el proyecto de ley. Roosevelt y Aldrich finalmente llegaron a un compromiso que dio a la Comisión el poder de reemplazar las tarifas existentes con tarifas máximas "justas y razonables", pero permitió a los ferrocarriles apelar ante los tribunales federales sobre lo que era "razonable".
Además de fijar tarifas, la Ley Hepburn también otorgó a la ICC poder regulatorio sobre las tarifas de los oleoductos, los contratos de almacenamiento y varios otros aspectos de las operaciones ferroviarias.

#### Ley de Pureza de Alimentos y Medicamentos
Roosevelt respondió al disgusto popular por los abusos en la industria alimentaria presionando al Congreso para que aprobara la Ley de Inspección de Carne de 1906 y la Ley de Pureza de Alimentos y Medicamentos. Aunque la mayoría de los conservadores inicialmente se opusieron al proyecto de ley, la novela The Jungle del escritor Upton Sinclair, publicada en 1906, ayudó a galvanizar el apoyo a la reforma.  La Ley de Inspección de Carne de 1906 prohibió las etiquetas engañosas y los conservantes que contenían sustancias químicas nocivas. La Ley de Pureza de Alimentos y Medicamentos prohibió la fabricación, venta y envío de alimentos y medicamentos que fueran impuros o estuvieran etiquetados falsamente. Roosevelt también sirvió como presidente honorario de la Asociación Estadounidense de Higiene Escolar de 1907 a 1908, y en 1909 convocó la primera Conferencia de la Casa Blanca sobre el Cuidado de Niños Dependientes.

#### Conservación ambiental

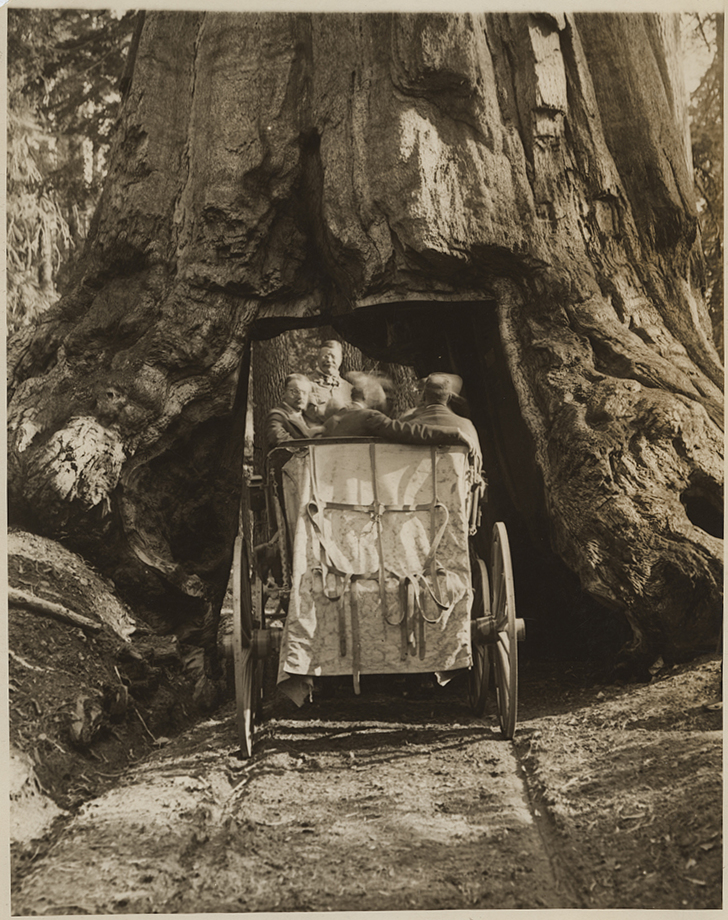
Roosevelt conduciendo a través de un túnel de secuoyas.

Roosevelt trabajó en estrecha colaboración con el secretario del Interior, James Rudolph Garfield, y el jefe del Servicio Forestal de los Estados Unidos, Gifford Pinchot, para promulgar una serie de programas de conservación que a menudo encontraban resistencia por parte de miembros del Congreso, como Charles William Fulton. No obstante, Roosevelt estableció el Servicio Forestal de los Estados Unidos, promulgó la creación de cinco Parques Nacionales y firmó la Ley de Antigüedades de 1906, en virtud de la cual proclamó 18 nuevos Monumentos Nacionales de los Estados Unidos. También estableció las primeras 51 reservas de aves, cuatro cotos de caza y 150 bosques nacionales. El área de los Estados Unidos que puso bajo protección pública asciende a aproximadamente 230 millones de acres (930.000 kilómetros cuadrados).  En parte debido a su dedicación a la conservación, Roosevelt fue elegido como el primer miembro honorario del Camp-Fire Club of America
Roosevelt utilizó ampliamente las órdenes ejecutivas en varias ocasiones para proteger las tierras forestales y de vida silvestre durante su mandato como presidente. Al final de su segundo mandato, Roosevelt utilizó órdenes ejecutivas para establecer 150 millones de acres (600.000 kilómetros cuadrados) de tierras forestales reservadas. Roosevelt no se disculpó por su uso extensivo de órdenes ejecutivas para proteger el medio ambiente, a pesar de la percepción en el Congreso de que estaba invadiendo demasiadas tierras. Finalmente, el senador Charles Fulton adjuntó una enmienda a un proyecto de ley de asignaciones agrícolas que efectivamente impedía que el presidente reservara más tierras.  Antes de promulgar ese proyecto de ley, Roosevelt utilizó órdenes ejecutivas para establecer 21 reservas forestales adicionales, esperando hasta el último minuto para firmar el proyecto de ley. En total, Roosevelt utilizó órdenes ejecutivas para establecer 121 reservas forestales en 31 estados. Antes de Roosevelt, sólo un presidente había emitido más de 200 órdenes ejecutivas, Grover Cleveland (253). Los primeros 25 presidentes emitieron un total de 1.262 órdenes ejecutivas; Roosevelt emitió 1.081.

#### Medios de comunicación

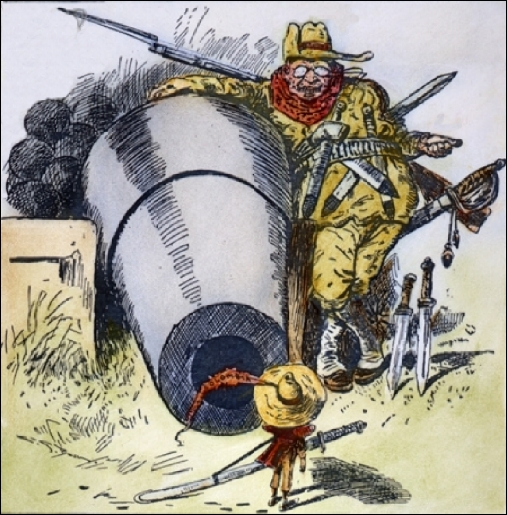
Caricatura de 1903: "Vete, hombrecito, y no me molestes". Roosevelt intimidando a Colombia para adquirir la Zona del Canal de Panamá.

Aprovechando el uso eficaz de la prensa Roosevelt hizo de la Casa Blanca el centro de las noticias todos los días, brindando entrevistas y oportunidades para tomar fotografías. Después de notar que un día los reporteros se apiñaban afuera de la Casa Blanca bajo la lluvia, les dio su propia habitación adentro, inventando efectivamente la rueda de prensa presidencial. La prensa agradecida, con un acceso sin precedentes a la Casa Blanca, recompensó a Roosevelt con una amplia cobertura.
Roosevelt normalmente disfrutaba de relaciones muy estrechas con la prensa, con lo que lograba mantener contacto diario con su base de clase media. Mientras estuvo fuera del cargo, se ganó la vida como escritor y editor de revistas. Le encantaba hablar con intelectuales, autores y escritores. Sin embargo, puso límites a los periodistas que traficaban escándalos y que, durante su mandato, dispararon las suscripciones a revistas con sus ataques a políticos, alcaldes y corporaciones corruptos. El propio Roosevelt no solía ser un objetivo, pero en un discurso suyo de 1906 acuñó el término "muckraker" para referirse a los periodistas sin escrúpulos que hacían acusaciones descabelladas. "El mentiroso", dijo, "no es mejor que el ladrón, y si su mentira toma la forma de calumnia, puede ser peor que la mayoría de los ladrones".
En un caso, la prensa apuntó brevemente a Roosevelt. Después de 1904, fue periódicamente criticado por la manera en que facilitó la construcción del Canal de Panamá. Según el biógrafo Brands, Roosevelt, cerca del final de su mandato, exigió que el Departamento de Justicia de los Estados Unidos presentara cargos de difamación criminal contra New York World de Joseph Pulitzer. La publicación lo había acusado de "deliberadas tergiversaciones de hechos" en defensa de familiares criticados a raíz del asunto de Panamá. Aunque se obtuvo una acusación, el caso finalmente fue desestimado en un tribunal federal: no era un delito federal, sino ejecutable en los tribunales estatales. El Departamento de Justicia había predicho ese resultado y también había informado a Roosevelt en consecuencia.

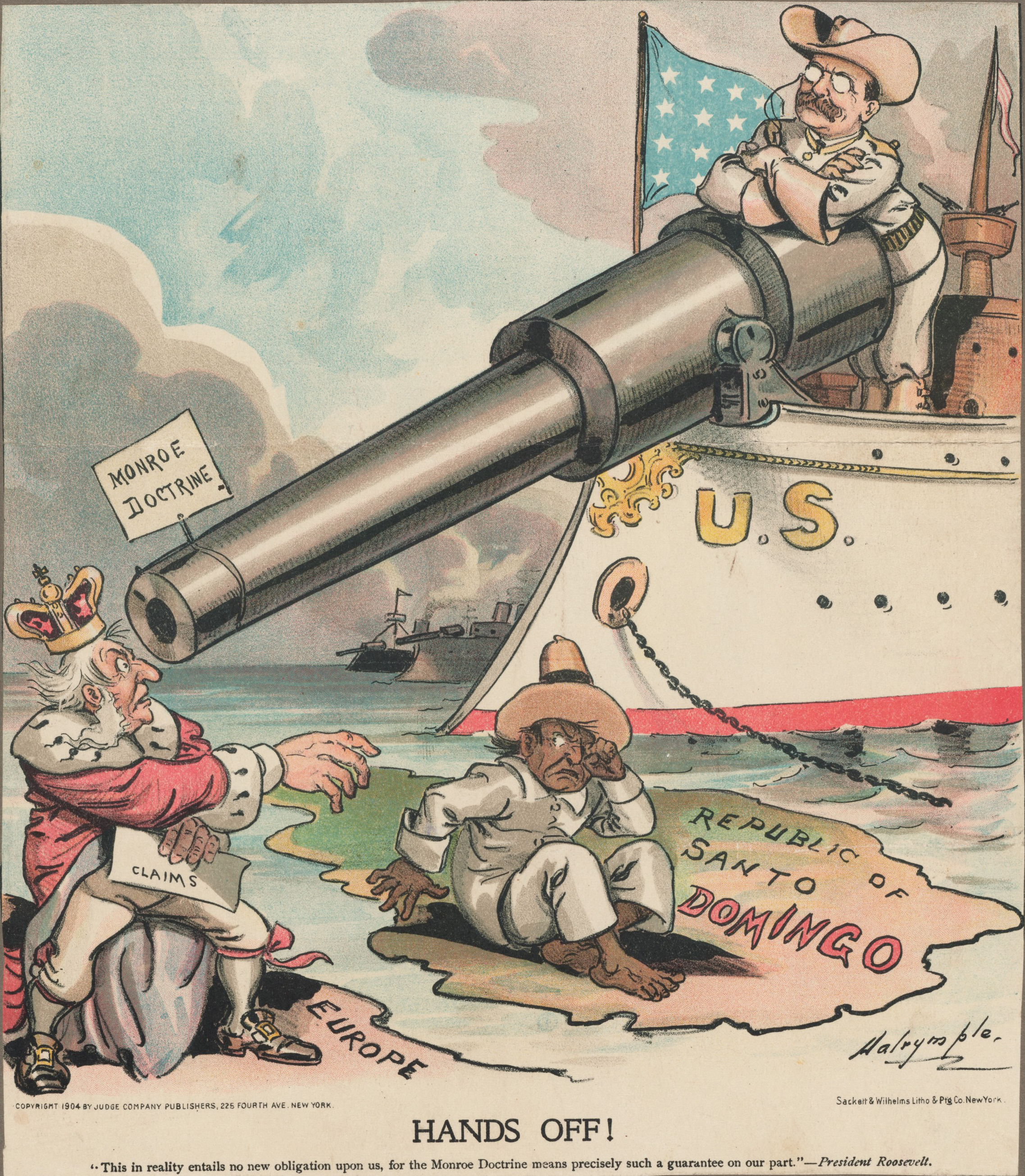
Caricatura política que representa a Theodore Roosevelt usando la Doctrina Monroe para intermediar por la República Dominicana ante las potencias europeas.

#### Política exterior
La política exterior se convirtió en un tira y afloja entre Roosevelt y el Secretario de Estado John Hay, uno de los republicanos más prestigiosos de la generación anterior. Roosevelt obtuvo la mayor parte de la publicidad, pero en la práctica Hay manejó asuntos tanto rutinarios como ceremoniales y tuvo una fuerte influencia en la política. Después de la muerte de Hay en 1905, Roosevelt nombró a Elihu Root como Secretario de Estado; Root se había desempeñado como Secretario de Guerra y, a su vez, fue reemplazado por William Howard Taft. Roosevelt manejó personalmente todos los asuntos importantes. Aparte de su amigo cercano, el senador Henry Cabot Lodge, Roosevelt rara vez trataba con senadores sobre asuntos de política exterior.

##### Corolario de Roosevelt
Roosevelt instituye un corolario a la doctrina del presidente James Monroe al afirmar que los Estados Unidos debían intervenir para defender sus intereses en el conjunto del mundo. Intervino personalmente en el arbitraje del conflicto entre Francia y Alemania sobre Marruecos y en el que se produjo entre Rusia y Japón, lo que le sirvió para obtener el Premio Nobel de la Paz. El corolario establecía que los Estados Unidos podían intervenir en los asuntos internos de países latinoamericanos si cometían faltas flagrantes y crónicas.

##### Política del Big Stick
Roosevelt era experto en acuñar frases para resumir de manera concisa sus políticas. Big Stick o "Gran garrote" era su lema para su dura política exterior: "Habla en voz baja y lleva un gran garrote; llegarás lejos". El "gran garrote" generalmente se refería a su muy visible fortalecimiento naval y también a la opinión pública de los periódicos, cuando se agitaba sobre un tema de política exterior.
Tal como lo practicaba Roosevelt, la diplomacia del gran garrote tenía cinco componentes. Primero, era esencial poseer capacidades militares importantes, el Gran Garrote, que obligaran al adversario a prestar mucha atención a sus respuestas diplomáticas. En ese momento eso significaba una marina de clase mundial, ya que el ejército estadounidense seguía siendo bastante pequeño. Las otras cualidades eran actuar con justicia hacia otras naciones, nunca fanfarronear, atacar sólo si estaba preparado para hacerlo con fuerza y la voluntad de permitir que el adversario salvara las apariencias en la derrota.

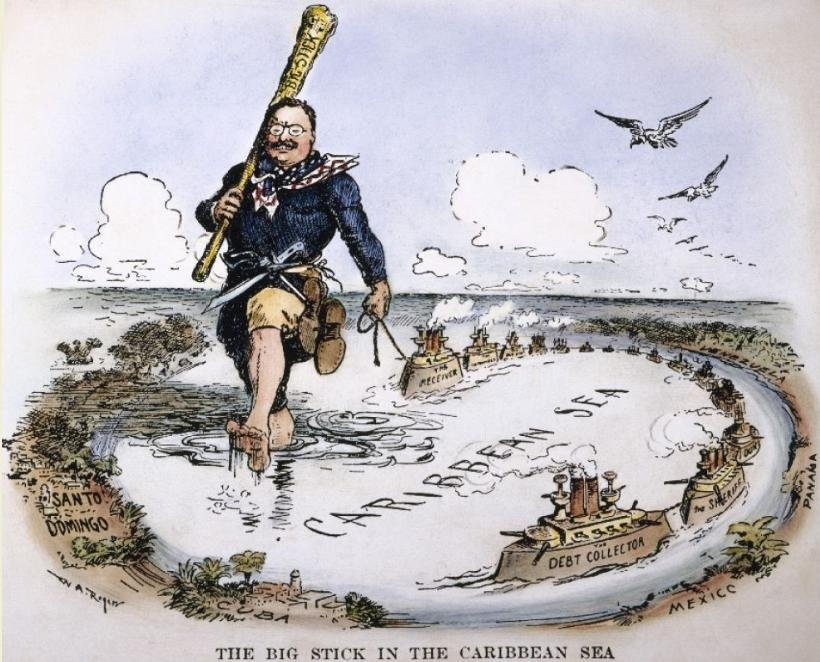
Caricatura de 1904 de William Allen Rogers.

##### América Latina y el Caribe
Como presidente, centró principalmente las ambiciones en el Caribe, especialmente en lugares que tenían relación con la defensa de su proyecto favorito, el Canal de Panamá. Roosevelt también aumentó el tamaño de la flota de su marina y, al final de su segundo mandato, Estados Unidos tenía más acorazados que cualquier otro país además de Gran Bretaña. El Canal de Panamá, cuando se inauguró en 1914, permitió a la Marina de los EE. UU. moverse rápidamente de un lado a otro del Pacífico al Caribe y a aguas europeas.

###### Venezuela
En diciembre de 1902, alemanes, británicos e italianos bloquearon los puertos de Venezuela para obligar al pago de los préstamos morosos que acumulaba la nación caribeña. Roosevelt estaba particularmente preocupado por los motivos del emperador alemán Guillermo II. Logró que las tres naciones aceptaran un arbitraje ante un tribunal en La Haya y logró desactivar la crisis.

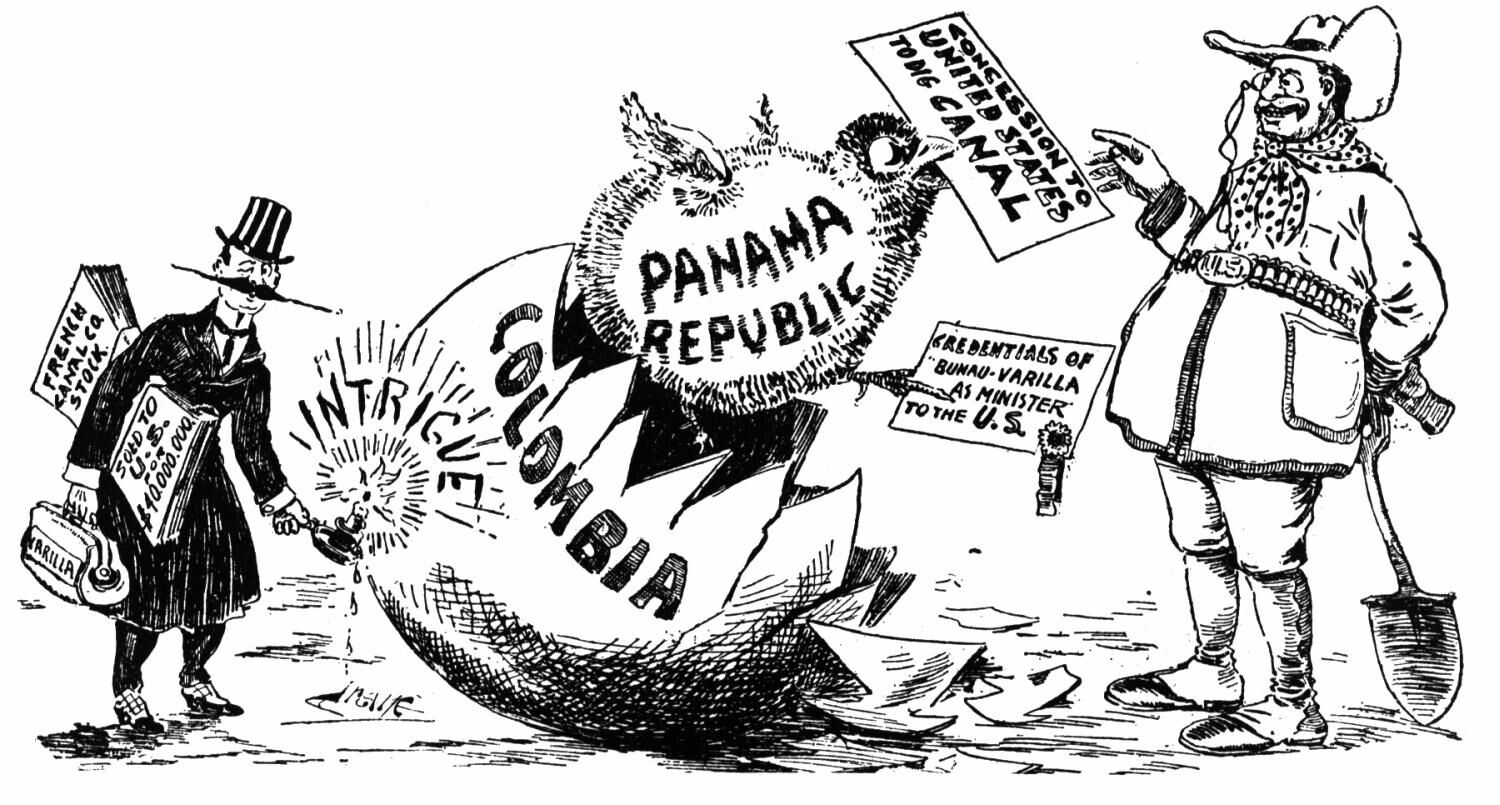
Roosevelt consideró que el dominio estadounidense de la región era esencial para la construcción del Canal de Panamá. Usó el dominio militar para garantizar que Panamá se rebelara con éxito y lograra la independencia en 1903.

###### Panamá
La búsqueda de un canal del istmo en Centroamérica durante este período se centró en dos rutas posibles: Nicaragua y Panamá, que entonces era un departamento de Colombia. Roosevelt convenció al Congreso de los Estados Unidos para que aprobara la alternativa panameña y se aprobó un tratado, que fue rechazado por el gobierno colombiano. Las constantes peleas políticas y militares que afectaban a Colombia fueron aprovechadas por el gobierno de Roosevelt para sublevar a los militares colombianos acantonados en Panamá y que se declarasen en independencia, inmediatamente Estados Unidos reconoció a la nueva república. En 1903 se firmó entonces un tratado con el nuevo gobierno de Panamá para la construcción del canal.
Roosevelt recibió críticas por pagar a la quebrada compañía Panama Canal Company y a la New Panama Canal Company 40.000.000 de dólares (equivalentes a 13.560 millones de dólares en 2023) por los derechos y Equipo para construir el canal. Los críticos acusaron a un sindicato de inversores estadounidenses supuestamente de dividir el gran pago entre ellos. También hubo controversia sobre si un ingeniero de una compañía francesa influyó en Roosevelt al elegir la ruta de Panamá para el canal en lugar de la ruta de Nicaragua. Roosevelt negó las acusaciones de corrupción relacionadas con el canal en un mensaje al Congreso del 8 de enero de 1906. En enero de 1909, Roosevelt, en una medida sin precedentes, presentó cargos penales por difamación contra los periódicos New York World y el Indianapolis News, conocidos como los "Casos de difamación Roosevelt-Panamá". Ambos casos fueron desestimados por los tribunales de distrito de los Estados Unidos y el 3 de enero de 1911, también por la Corte Suprema de los Estados Unidos, tras una apelación federal que confirmó los fallos de los tribunales inferiores. Los historiadores son duramente críticos de los procesos penales de Roosevelt contra los periódicos, pero están divididos sobre si hubo corrupción real en la adquisición y construcción del Canal de Panamá.

###### Cuba
En 1906, tras unas elecciones disputadas, se produjo una insurrección en la Cuba; Roosevelt envió a Taft, el Secretario de Guerra, para vigilar la situación; estaba convencido de que tenía la autoridad para autorizar unilateralmente a Taft a desplegar marines, si fuera necesario, sin la aprobación del Congreso.

###### Puerto Rico

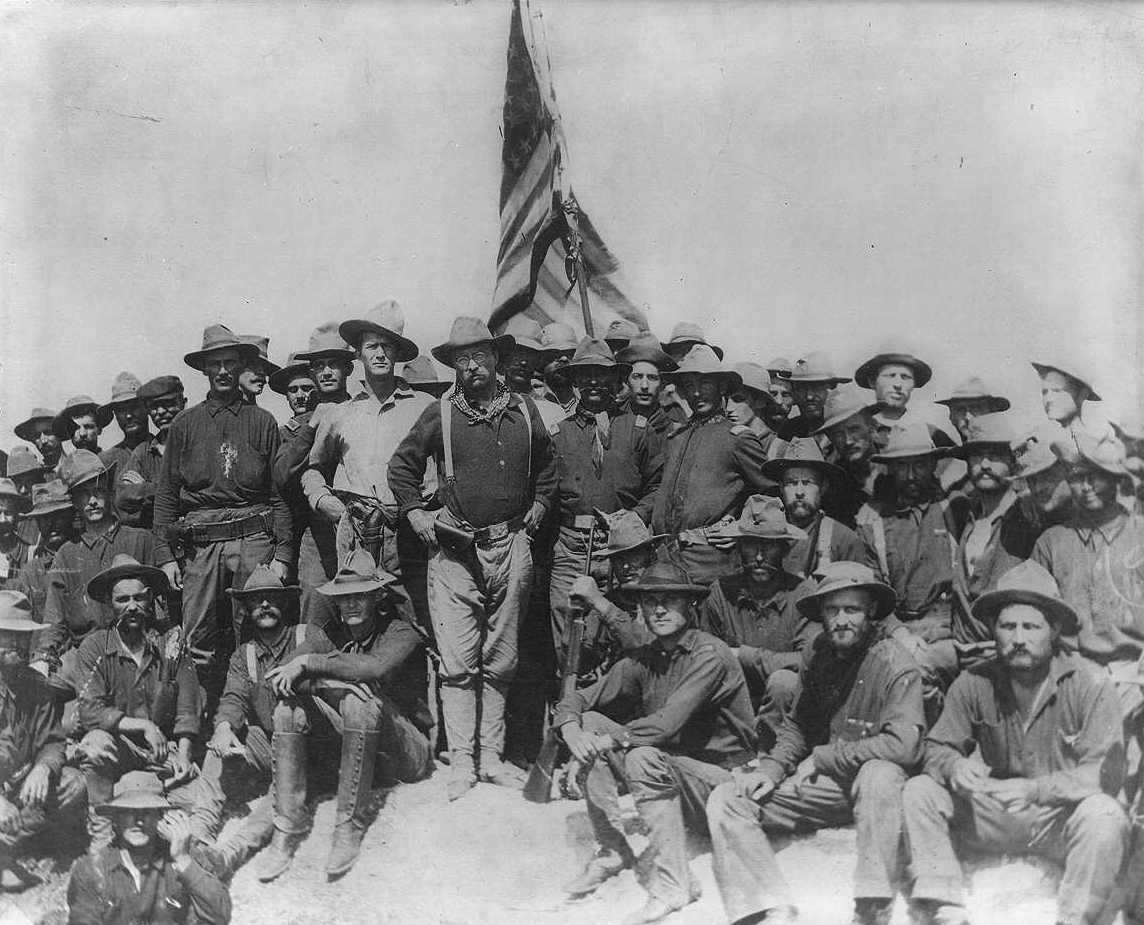
Roosevelt con los Rough Riders tras la captura de la colina de San Juan en Cuba (1898).

Puerto Rico había sido una especie de ocurrencia tardía durante la guerra hispano-estadounidense, pero adquirió importancia debido a su posición estratégica en el Mar Caribe. La isla proporcionó una base naval ideal para la defensa del Canal de Panamá y también sirvió como vínculo económico y político con el resto de América Latina. 
Las actitudes racistas predominantes por parte de los estadounidenses hicieron improbable que Puerto Rico se convirtiera en Estado, por lo que Estados Unidos creó un nuevo estatus político para la isla. La Ley Foraker y los casos posteriores de la Corte Suprema establecieron a Puerto Rico como el primer territorio no incorporado, lo que significa que la Constitución de los Estados Unidos no se aplicaría completamente a Puerto Rico. Aunque Estados Unidos impuso aranceles a la mayoría de las importaciones puertorriqueñas, también invirtió en la infraestructura y el sistema educativo de la isla. El sentimiento nacionalista siguió siendo fuerte en la isla y los puertorriqueños continuaron hablando principalmente español en lugar de inglés. 

##### Europa
El éxito en la guerra contra España y el nuevo imperio, además de tener la economía más grande del mundo, significó que Estados Unidos se había convertido en una potencia mundial. Roosevelt buscó formas de lograr el reconocimiento de su cargo en el extranjero. También jugó un papel importante en la mediación de la Primera Crisis Marroquí al convocar la Conferencia de Algeciras, que evitó la guerra entre Francia y Alemania.
La presidencia de Roosevelt vio el fortalecimiento de los vínculos con Gran Bretaña. El acercamiento había comenzado con el apoyo británico a los Estados Unidos durante la guerra hispano-estadounidense y continuó cuando Gran Bretaña retiró su flota del Caribe para centrarse en la creciente amenaza naval alemana. En 1901, Gran Bretaña y Estados Unidos firmaron el Tratado Hay-Pauncefote, derogando el Tratado Clayton-Bulwer, que había impedido a Estados Unidos construir un canal que conectara el Océano Pacífico y el Océano Atlántico. La disputa de larga data sobre los límites de Alaska se resolvió en términos favorables a los Estados Unidos, ya que Gran Bretaña no estaba dispuesta a alienar a los Estados Unidos por lo que consideraba una cuestión secundaria. Como dijo más tarde Roosevelt, la resolución de la disputa fronteriza de Alaska "resolvió el último problema serio entre el Imperio Británico y nosotros".

###### Rusia
Los repetidos ataques asesinos a gran escala contra judíos llamados pogromos en Rusia a finales del siglo XIX y principios del XX enfurecieron cada vez más a la opinión estadounidense. Los judíos alemanes establecidos en los Estados Unidos, no se vieron directamente afectados por los pogromos rusos pero estaban bien organizados y convencieron a Washington para que apoyara la causa de los judíos en Rusia. Dirigidos por Oscar Straus, Jacob Schiff, Mayer Sulzberger y el rabino Stephen Samuel Wise, organizaron reuniones de protesta, emitieron publicidad y se reúnieron con Roosevelt y el Secretario de Estado John Hay. Stuart E. Knee informa que en abril de 1903, Roosevelt recibió 363 direcciones, 107 cartas y 24 peticiones firmadas por miles de cristianos, líderes públicos y de la iglesia; todos ellos pidieron al zar que detuviera la persecución de los judíos. Se llevaron a cabo manifestaciones públicas en decenas de ciudades, que culminaron en el Carnegie Hall de Nueva York en mayo. El zar retrocedió un poco y despidió a un funcionario local después del pogromo de Kishinev, que Roosevelt denunció explícitamente. Pero Roosevelt estaba mediando en la guerra entre Rusia y Japón y no podía tomar partido públicamente. Por tanto, el Secretario Hay tomó la iniciativa en Washington. Finalmente, Roosevelt envió una petición al zar, quien la rechazó alegando que los judíos tenían la culpa. Roosevelt obtuvo el apoyo judío en su aplastante reelección de 1904. Los pogromos continuaron y cientos de miles de judíos huyeron de Rusia, la mayoría con destino a Londres o Nueva York. Cuando la opinión pública estadounidense se volvió contra Rusia, el Congreso denunció oficialmente sus políticas en 1906. Roosevelt mantuvo un perfil bajo, al igual que su nuevo secretario de Estado, Elihu Root. Sin embargo, a finales de 1906, Roosevelt nombró al primer judío para el gabinete: Oscar Straus que se convirtió en Secretario de Comercio y Trabajo.

##### Asia

###### Japón
La anexión estadounidense de Hawái en 1898 fue estimulada en parte por el temor de que Japón dominara o se apoderara de la República Hawaiana. De manera similar, Alemania era la alternativa histórica a la toma estadounidense de Filipinas en 1900, y Tokio prefería firmemente que Estados Unidos asumiera el control de Filipinas. A medida que Estados Unidos se convirtió en una potencia naval mundial, necesitaba encontrar una manera de evitar una confrontación militar en el Pacífico con Japón.
En la década de 1890, Roosevelt había sido un imperialista ardiente y defendió vigorosamente la adquisición permanente de Filipinas en la campaña de 1900. Después de que terminó la insurrección local en 1902, Roosevelt deseaba tener una fuerte presencia estadounidense en la región como símbolo de los valores democráticos, pero no imaginaba nuevas adquisiciones. Una de las prioridades de Roosevelt durante su presidencia y después fue el mantenimiento de relaciones amistosas con Japón. De 1904 a 1905 Japón y Rusia estuvieron en la guerra guerra ruso-japonesa. Ambas partes pidieron a Roosevelt que mediara en una conferencia de paz, que se celebró con éxito en Portsmouth, New Hampshire. Roosevelt ganó el Premio Nobel de la Paz por sus esfuerzos en la resolución de esta guerra.
Aunque proclamó que Estados Unidos sería neutral durante la guerra ruso-japonesa, Roosevelt secretamente favoreció al bando del Japón Imperial para salir victorioso contra el Imperio Ruso. Quería que la influencia de los rusos se debilitara para eliminarlos de la ecuación diplomática del Pacífico, y que los japoneses emergieran en su lugar como sustitutos de Rusia. 
En California, la hostilidad antijaponesa iba en aumento y Tokio protestó. Roosevelt negoció un "Acuerdo de Caballeros" en 1907. Puso fin a la discriminación explícita contra los japoneses y Japón acordó no permitir la entrada de inmigrantes no calificados a Estados Unidos. La flota de acorazados estadounidenses visitó a Japón en 1908 durante su gira alrededor del mundo. Roosevelt tenía la intención de enfatizar la superioridad de la flota estadounidense sobre la marina japonesa más pequeña, pero en lugar de resentimiento, los visitantes llegaron a una alegre bienvenida por parte de la élite japonesa y del público en general. Esta buena voluntad facilitó el Acuerdo Root-Takahira de noviembre de 1908, que reafirmó el statu quo del control japonés de Corea y el control estadounidense de Filipinas.

###### China
Tras la Rebelión de los Bóxers, las potencias extranjeras, incluido Estados Unidos, exigieron a China que les pagara indemnizaciones como parte del protocolo Bóxer. En 1908, Roosevelt se apropió de los fondos de indemnización de los chinos para pagar becas para que estudiantes chinos estudiaran en Estados Unidos.  Decenas de miles de estudiantes chinos estudiaron en los Estados Unidos con becas Boxer Indemnity durante los siguientes 40 años.

###### Filipinas
Los estadounidenses debatieron acaloradamente sobre el estatus de los nuevos territorios. Querían que las fuerzas estadounidenses permanecieran en Filipinas para establecer un gobierno democrático estable, incluso frente a una insurrección encabezada por Emilio Aguinaldo. Roosevelt temía que una rápida retirada estadounidense provocara inestabilidad en Filipinas o una toma del poder por parte de Japón.
La fase primaria de la insurrección filipina terminó en 1902, cuando la mayoría de los líderes filipinos habían aceptado el dominio estadounidense. Sin embargo, los combates entre las fuerzas estadounidenses y los focos de resistencia filipina persistente continuaron durante años, especialmente en las áreas remotas del sur, donde los musulmanes resistieron el dominio estadounidense como habían resistido a los españoles, lo que resultó en la Rebelión Mora.  Para resolver las tensiones religiosas y eliminar la última presencia española, Roosevelt continuó las políticas de McKinley de comprar a los frailes católicos y devolverlos a España, con una compensación monetaria para el Papa.
Modernizar Filipinas era una alta prioridad para el gobierno Roosevelt. Invirtió mucho en mejorar la infraestructura, introducir programas de salud pública y lanzar la modernización económica y social. Con el entusiasmo mostrado en 1898-1899 por las colonias se enfrió y Roosevelt vio las islas como "nuestro talón de Aquiles". Le dijo a Taft en 1907: "Me alegraría ver que las islas se independizaran, tal vez con algún tipo de garantía internacional para la preservación del orden, o con alguna advertencia de nuestra parte de que si no mantenían el orden tendríamos que interferir". de nuevo."  Para entonces, el presidente y sus asesores de política exterior se alejaron de las cuestiones asiáticas para concentrarse en América Latina, y Roosevelt reorientó la política filipina para preparar a las islas para que se convirtieran en la primera colonia occidental en Asia en lograr el autogobierno; Filipinas celebró sus primeras elecciones democráticas en 1907, eligiendo una legislatura dirigida por filipinos que estaba sujeta a un gobernador general estadounidense.  Aunque la mayoría de los líderes filipinos favorecían la independencia, algunos grupos minoritarios, especialmente los chinos que controlaban gran parte de las empresas locales, querían permanecer bajo el dominio estadounidense indefinidamente.

#### Elecciones presidenciales de 1904

Resultado de las elecciones de 1904

El control y la gestión del Partido Republicano estuvieron en manos del senador de Ohio y presidente del Partido Republicano, Mark Hanna, hasta la muerte de McKinley. Roosevelt y Hanna cooperaron frecuentemente durante su primer mandato, pero Hanna dejó abierta la posibilidad de desafiar a Roosevelt por la nominación republicana de 1904. Roosevelt y el otro senador de Ohio, Joseph B. Foraker, obligaron a Hanna al pedir que la convención republicana del estado de Ohio respaldara a Roosevelt para la nominación de 1904. No dispuesto a romper con el presidente, Hanna se vio obligado a respaldar públicamente a Roosevelt. Hanna y el senador de Pensilvania Matthew Quay murieron a principios de 1904 y, con la disminución del poder de Thomas Platt, Roosevelt enfrentó poca oposición efectiva para la nominación de 1904. En deferencia a los leales conservadores de Hanna, Roosevelt al principio ofreció la presidencia del partido a Cornelius Bliss, pero él la rechazó. Roosevelt recurrió a su propio hombre, George B. Cortelyou de Nueva York, el Secretario de Comercio y Trabajo. Para reforzar su control sobre la nominación del partido, Roosevelt dejó claro que cualquiera que se opusiera a Cortelyou sería considerado como opositor al presidente. El presidente consiguió su propia nominación, pero su compañero de fórmula preferido para la vicepresidencia, Robert R. Hitt, no fue nominado.  El senador Charles Warren Fairbanks de Indiana, favorito de los conservadores, obtuvo la nominación.
Si bien Roosevelt siguió la tradición de los titulares de no hacer campaña activamente, trató de controlar el mensaje de la campaña a través de instrucciones específicas a Cortelyou. También intentó gestionar la difusión de las declaraciones de la Casa Blanca por parte de la prensa. Cualquier periodista que repitiera una declaración hecha por el presidente sin aprobación era sancionado con la restricción de su acceso.

El candidato del Partido Demócrata en 1904 fue Alton Brooks Parker. Los periódicos demócratas acusaron a los republicanos de extorsionar a las corporaciones para obtener grandes contribuciones de campaña, atribuyendo la responsabilidad final al propio Roosevelt. Roosevelt negó la corrupción y al mismo tiempo ordenó a Cortelyou devolver 100.000 dólares (equivalentes a 3,4 millones de dólares en 2023) de una contribución de campaña de la Standard Oil. Parker dijo que Roosevelt estaba aceptando donaciones corporativas para evitar que la información dañina de la Oficina de Corporaciones se hiciera pública. Roosevelt negó rotundamente la acusación de Parker y respondió que "entraría en la Presidencia sin obstáculos por ningún compromiso, promesa o entendimiento de cualquier tipo, tipo o descripción...".  Las acusaciones de Parker y los demócratas, sin embargo, tuvieron poco impacto en las elecciones, ya que Roosevelt prometió dar a cada estadounidense un "trato justo ".  Roosevelt ganó el 56% del voto popular y Parker recibió el 38%; Roosevelt también ganó la votación del Colegio Electoral, 336 a 140. Antes de su ceremonia de toma de posesión, Roosevelt declaró que no cumpliría otro mandato.  Posteriormente, los demócratas continuarían acusando a Roosevelt y a los republicanos de haber sido influenciados por donaciones corporativas durante el segundo mandato de Roosevelt. 

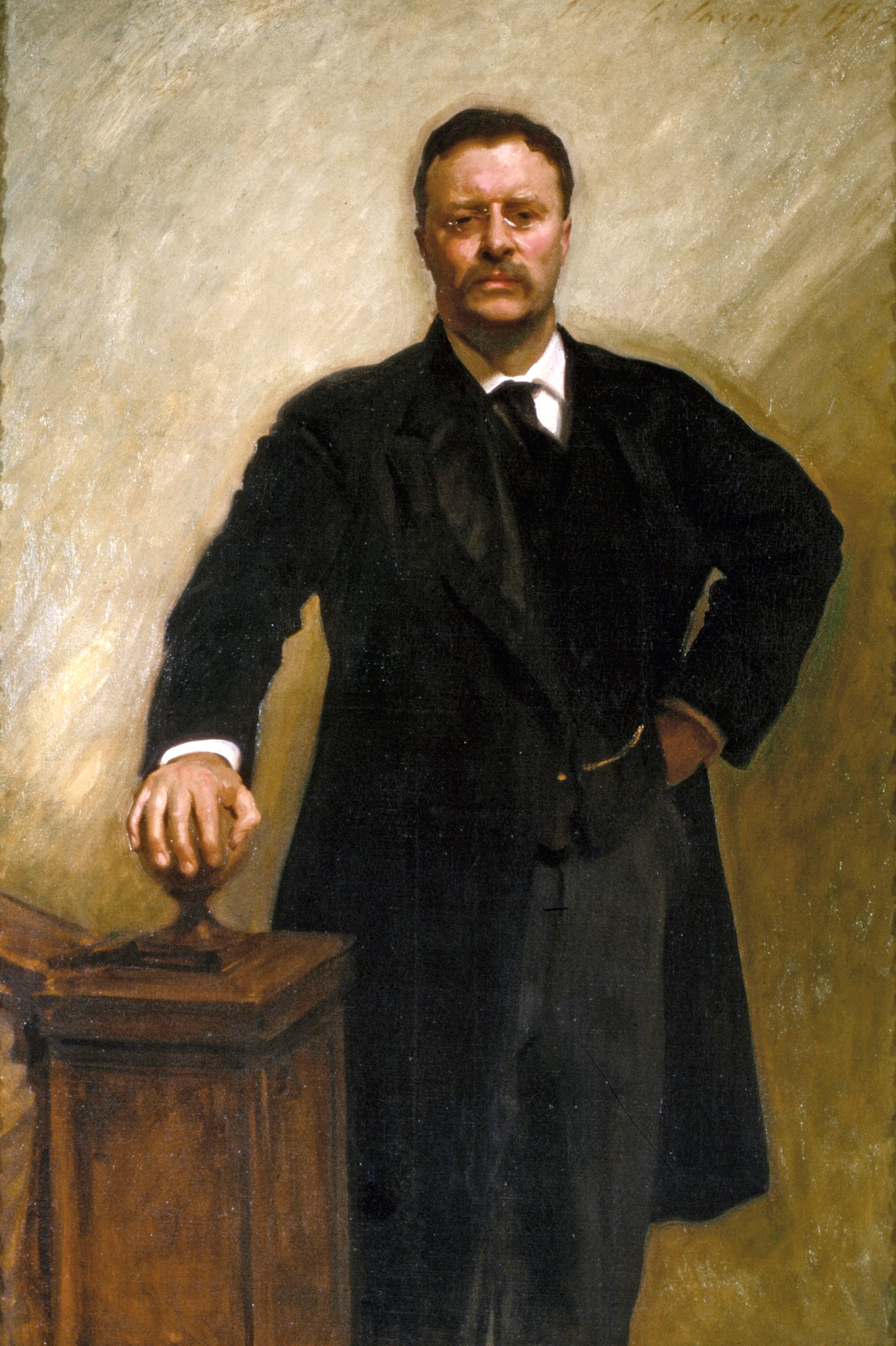
Retrato oficial de Roosevelt en la Casa Blanca, por John Singer Sargent.

#### Segunda investidura
La segunda investidura presidencial de Roosevelt en 1905 se llevó a cabo el 4 de marzo de 1905. Esto marcó el comienzo del segundo mandato de Theodore Roosevelt como vigésimo sexto presidente de los Estados Unidos. El juez presidente, Melville Fuller, administró el juramento del cargo.
A medida que avanzó su segundo mandato, Roosevelt se movió hacia la izquierda de su base del Partido Republicano y pidió una serie de reformas, la mayoría de las cuales el Congreso no logró aprobar. En su último año en el cargo, fue asistido por su amigo Archibald Butt, quien más tarde falleció en el hundimiento del RMS Titanic. La influencia de Roosevelt disminuyó a medida que se acercaba el final de su segundo mandato, debido a su promesa de renunciar a un tercer mandato y su concentración de poder provocó una reacción violenta de muchos congresistas. Buscó una ley de constitución nacional, en un momento en que todas las corporaciones tenían estatutos estatales, pidió un impuesto federal sobre la renta, a pesar del fallo de la Corte Suprema en Pollock v. Farmers' Loan & Trust Co, y un impuesto a la herencia. En el área de la legislación laboral, Roosevelt pidió límites al uso de mandatos judiciales contra los sindicatos durante las huelgas; las órdenes judiciales eran un arma poderosa que ayudaba principalmente a las empresas. Quería una ley de responsabilidad de los empleados por lesiones industriales, que se adelantara a las leyes estatales y una jornada laboral de ocho horas para los empleados federales. En otras áreas también buscó un sistema de ahorro postal para brindar competencia a los bancos locales y pidió leyes de reforma de campaña.

#### Pánico económico de 1907
En 1907, Roosevelt enfrentó la mayor crisis económica interna desde el Pánico de 1893. El mercado de valores de Wall Street entró en crisis a principios de 1907 y muchos inversores culparon a las políticas regulatorias de Roosevelt por la caída de los precios de las acciones.  Roosevelt finalmente ayudó a calmar la crisis al reunirse con los líderes de la US Steel el 4 de noviembre de 1907 y aprobar su plan para comprar una compañía siderúrgica de Tennessee al borde de la bancarrota; su quiebra arruinaría a un importante banco de Nueva York. Aprobó así el crecimiento de uno de los mayores y más odiados fideicomisos, mientras el anuncio público calmaba a los mercados.
Sin embargo, poco después, Roosevelt estalló en ira contra los superricos estadounidenses por sus malas prácticas económicas, llamándolos "malhechores de grandes riquezas" en un importante discurso titulado "El espíritu puritano y la regulación de las corporaciones". Tratando de restablecer la confianza.

#### Centro izquierda

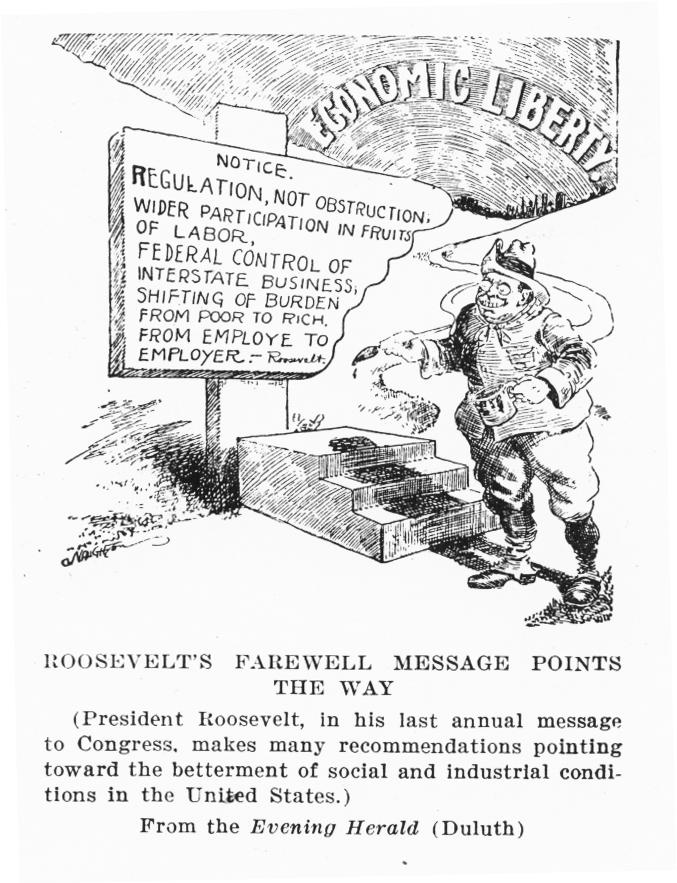
En sus últimos días en el cargo, Roosevelt propuso múltiples reformas.

En 1907, Roosevelt se identificó con el "centro izquierda" del Partido Republicano. La creciente indignación popular por los escándalos corporativos, junto con los informes sobre periodistas desenmascarados como Lincoln Steffens e Ida Tarbell, contribuyeron a una división en el Partido Republicano entre conservadores como Aldrich y progresistas como Albert B. Cummins y Robert M. La Follette. Roosevelt no abrazó plenamente al ala izquierda de su partido, pero adoptó muchas de sus propuestas.
En sus últimos dos años en el cargo, Roosevelt abandonó su enfoque cauteloso hacia las grandes empresas, arremetió contra sus críticos conservadores y pidió al Congreso que promulgara una serie de nuevas leyes radicales. Roosevelt buscó reemplazar el entorno económico de laissez-faire con un nuevo modelo económico que incluía un papel regulador más amplio para el gobierno federal. Aunque muchos creían que los empresarios del siglo XIX habían arriesgado sus fortunas en innovaciones y nuevos negocios, y que estos capitalistas habían sido justamente recompensados, por el contrario Roosevelt, creía que los capitalistas del siglo XX arriesgaron poco pero aun así obtuvieron enormes e injustas recompensas económicas. Sin una redistribución de la riqueza lejos de la clase alta, Roosevelt temía que el país volviera al radicalismo o cayera en la revolución.
En enero de 1908, Roosevelt envió un mensaje especial al Congreso, pidiendo la restauración de una ley de responsabilidad del empleador, que recientemente había sido anulada por la Corte Suprema debido a su aplicación a corporaciones interestatales. También pidió una ley de constitución nacional, todas las corporaciones tenían estatutos estatales que variaban mucho de un estado a otro; un impuesto federal sobre la renta y un impuesto a la herencia, ambos dirigidos a los ricos; límites al uso de mandatos judiciales contra trabajadores sindicatos durante las huelgas, las medidas cautelares fueron un arma poderosa que ayudó principalmente a las empresas; una jornada laboral de ocho horas para los empleados federales; un sistema de ahorro postal, para brindar competencia a los bancos locales, y legislación que prohibía a las corporaciones contribuir a las campañas políticas.
La postura cada vez más radical de Roosevelt resultó popular en el Medio Oeste y la Costa del Pacífico, y entre agricultores, maestros, clérigos, trabajadores administrativos y algunos propietarios, pero pareció divisiva e innecesaria para los republicanos del este, ejecutivos corporativos, abogados, trabajadores del partido y muchos miembros del Congreso. Demócratas populistas como William Jennings Bryan expresaron su admiración por el mensaje de Roosevelt, y un periódico del sur pidió que Roosevelt se postulara como demócrata en 1908, con Bryan como su compañero de fórmula. A pesar del apoyo público ofrecido por líderes demócratas del Congreso como John Sharp Williams, Roosevelt nunca consideró seriamente abandonar el Partido Republicano durante su presidencia. El movimiento de Roosevelt hacia la izquierda fue apoyado por algunos republicanos del Congreso y muchos en el público, pero los republicanos conservadores como el senador Nelson Aldrich y el presidente Joseph Gurney Cannon mantuvieron el control del Congreso. Estos líderes republicanos bloquearon los aspectos más ambiciosos de la agenda de Roosevelt, aunque Roosevelt logró la aprobación de una nueva Ley Federal de Responsabilidad de los Empleadores y otras leyes más, como una restricción del trabajo infantil en Washington D. C..

#### Estados admitidos en la Unión
El nuevo estado, Oklahoma, fue admitido en la Unión mientras Roosevelt estaba en el cargo. Oklahoma, que se formó a partir del Territorio Indio y el Territorio de Oklahoma, se convirtió en el estado número 46 el 16 de noviembre de 1907. La Ley de Habilitación de Oklahoma también contenía disposiciones que alentaban al Territorio de Nuevo México y al Territorio de Arizona a comenzar el proceso de admisión como estados. 

#### Elecciones presidenciales de 1908

Mapa de resultados de las elecciones presidenciales de 1908

Roosevelt disfrutaba de ser presidente y todavía era relativamente joven, pero sentía que un número limitado de mandatos proporcionaba un freno contra la dictadura. Roosevelt finalmente decidió cumplir su promesa de 1904 de no postularse para un tercer mandato. Personalmente favoreció al Secretario de Estado Elihu Root como su sucesor, pero la mala salud de Root lo convirtió en un candidato inadecuado. El gobernador de Nueva York, Charles Evans Hughes, surgía como un candidato potencialmente fuerte y compartía el progresismo de Roosevelt, pero a Roosevelt no le agradaba y lo consideraba demasiado independiente. En cambio, Roosevelt se decidió por su Secretario de Guerra, William Howard Taft, quien había servido hábilmente bajo los presidentes Harrison, McKinley y Roosevelt en varios cargos. Roosevelt y Taft habían sido amigos desde 1890 y Taft había apoyado constantemente las políticas del presidente Roosevelt. En la convención republicana de 1908, muchos corearon "cuatro años más" de una presidencia de Roosevelt, pero Taft ganó la nominación después de que Henry Cabot Lodge dejara en claro que Roosevelt no estaba interesado en un tercer mandato.
Taft derrotó fácilmente al candidato demócrata, el tres veces candidato William Jennings Bryan. Taft promovió un progresismo que hacía hincapié en el Estado de derecho; prefería que los jueces, en lugar de los administradores o los políticos, tomaran las decisiones básicas sobre equidad. Por lo general, Taft demostró ser un político menos hábil que Roosevelt y carecía de la energía y el magnetismo personal, además de los recursos publicitarios, los partidarios dedicados y la amplia base de apoyo público que hicieron a Roosevelt tan formidable.

### Últimos años (1909-1919)

Roosevelt poco después de dejar el cargo, octubre de 1910.

Cuando Roosevelt durante su mandato se dio cuenta de que reducir los aranceles correría el riesgo de crear graves tensiones dentro del Partido Republicano al enfrentar a los productores, fabricantes, trabajadores industriales y agricultores con comerciantes y consumidores, dejó de hablar del tema. Taft ignoró los riesgos y abordó el arancel con audacia, alentando a los reformadores a luchar por tasas más bajas y luego cerrando acuerdos con líderes conservadores que mantuvieron altas las tasas generales. El arancel Payne-Aldrich resultante de 1909, promulgado a principios del mandato del presidente Taft, era demasiado alto para la mayoría de los reformadores, y el manejo del arancel por parte de Taft enajenó a todas las partes. Mientras la crisis se acumulaba dentro del Partido, Roosevelt estaba de gira por África y Europa para permitirle a Taft un espacio para ser su propio hombre.

#### África y Europa (1909-1910)

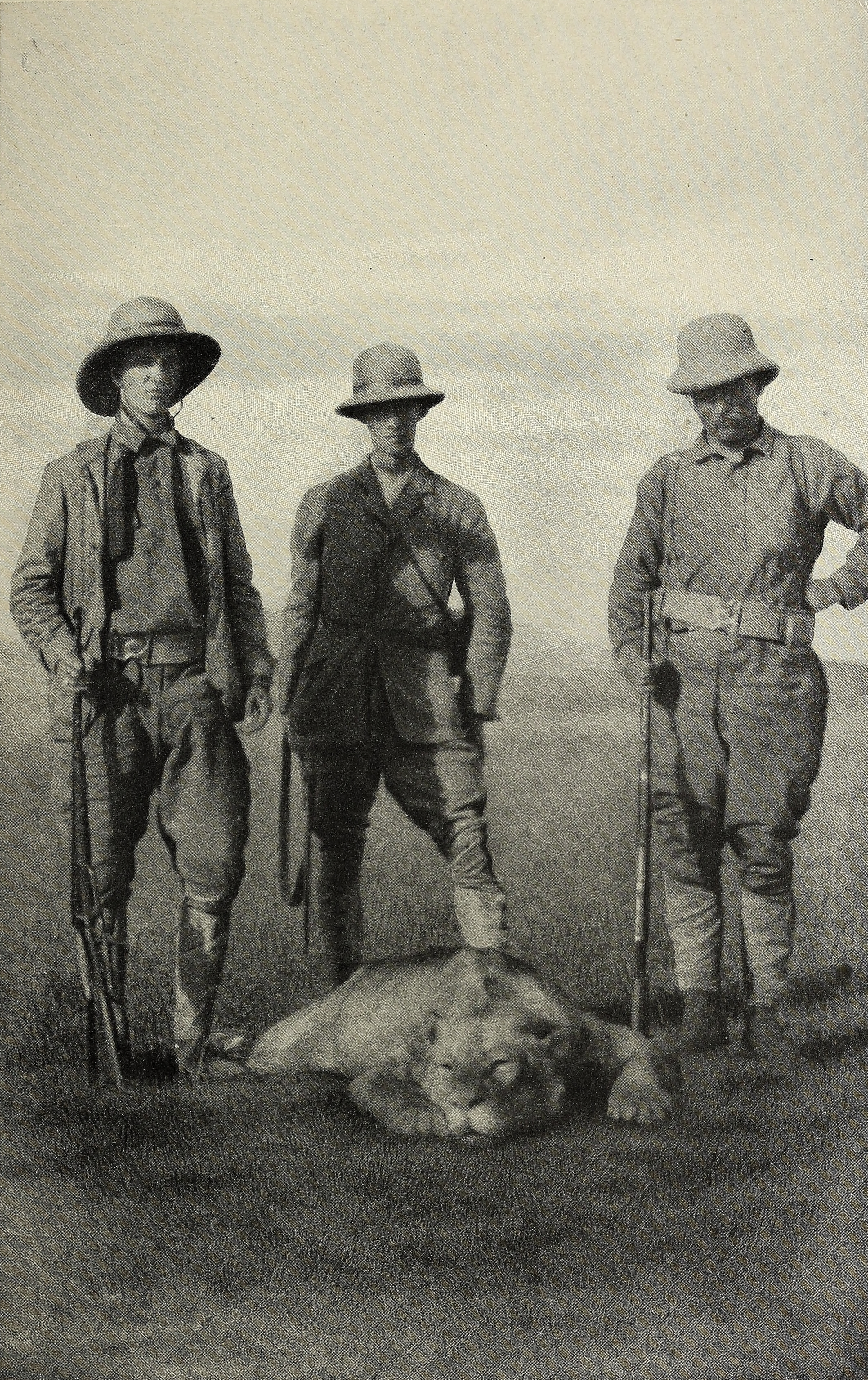
Kermit Roosevelt, Albert Pease, and Theodore Roosevelt con un león muerto durante el safari.

En marzo de 1909, el expresidente abandonó el país para participar en la Expedición Africana Smithsonian-Roosevelt, un safari por África oriental y central. Roosevelt aterrizó en Mombasa, África Oriental, ahora Kenia, y viajó al Congo Belga, ahora República Democrática del Congo, antes de seguir el río Nilo hasta Jartum en el moderno Sudán. Financiado por Andrew Carnegie y por sus propios escritos, el numeroso grupo de Roosevelt buscó especímenes para el Instituto Smithsonian y para el Museo Americano de Historia Natural de Nueva York. El grupo, dirigido por el cazador-rastreador RJ Cunninghame, incluía científicos del Smithsonian, y de vez en cuando se le unía Frederick Selous, el famoso cazador y explorador de caza mayor. Los participantes en la expedición incluyeron a Kermit Roosevelt, Edgar Alexander Mearns, Edmund Heller y John Alden Loring.
El equipo mató o atrapó 11.400 animales, desde insectos y topos hasta hipopótamos y elefantes. Entre los aproximadamente 1000 animales de gran tamaño se encontraban 512 animales de caza mayor, incluidos seis raros rinocerontes blancos. Se enviaron toneladas de cadáveres y pieles saladas a Washington; Se necesitaron años para montarlos todos y el Smithsonian compartió especímenes que se encontraban duplicados con otros museos. Respecto al gran número de animales capturados, Roosevelt dijo:

"Sólo se me puede condenar si se condena la existencia del Museo Nacional, del Museo Americano de Historia Natural y de todas las instituciones zoológicas similares".
Theodore Roosevelt

Roosevelt escribió un relato detallado de su experiencia en el safari en el libro African Game Trails, relatando la emoción de la persecución, las personas que conoció y la flora y fauna que recopiló en nombre de la ciencia.

#### Gira por Europa (1910)
Después de su safari, Roosevelt viajó al norte para emprender una gira por Europa. Al detenerse primero en Egipto, comentó favorablemente sobre el dominio británico de la región y expresó su opinión de que Egipto aún no estaba listo para la independencia. Rechazó una reunión con el Papa Pio X debido a una disputa sobre un grupo de metodistas activos en Roma. Se reunió con el emperador Francisco José de Austria-Hungría, el káiser Guillermo II de Alemania, el rey Jorge V del Reino Unido y otros líderes europeos. En Oslo, Noruega, Roosevelt pronunció un discurso pidiendo limitaciones a los armamentos navales, un fortalecimiento de la Corte Permanente de Arbitraje y la creación de una "Liga de la Paz" entre las potencias mundiales. También pronunció la Conferencia Romanes en Oxford, en la que denunció a quienes buscaban paralelos entre la evolución de la vida animal y el desarrollo de la sociedad. Aunque Roosevelt intentó evitar la política interna, se reunió discretamente con Gifford Pinchot, quien le relató su propia decepción con la Administración Taft. Pinchot se había visto obligado a dimitir como jefe del servicio forestal después de chocar con el Secretario del Interior de Taft, Richard Ballinger, quien había priorizado el desarrollo sobre la conservación. Roosevelt regresó a los Estados Unidos en junio de 1910, donde poco después fue honrado con un almuerzo de recepción en la azotea del Hotel Waldorf-Astoria en la ciudad de Nueva York, organizado por el Camp-Fire Club of America, del cual era miembro. Cuatro meses después, Roosevelt se convirtió en el primer presidente de Estados Unidos en volar en un avión, permaneciendo en el aire durante cuatro minutos en una nave diseñada por los hermanos Wright cerca de San Luis, Misuri.

#### Cisma en el Partido Republicano
Roosevelt había intentado transformar a Taft en una copia de sí mismo, pero desistió cuando Taft comenzó a mostrar su individualidad. Se sintió ofendido la noche de las elecciones cuando Taft indicó que su éxito había sido posible no sólo gracias a los esfuerzos de Roosevelt, sino también a los esfuerzos de su medio hermano, Charles P. Taft. Roosevelt se enajenó aún más cuando Taft cuando no le consultó sobre los nombramientos del gabinete. Roosevelt y otros progresistas del Partido Republicano de los Estados Unidos estaban ideológicamente insatisfechos con las políticas conservacionistas de Taft y su manejo de los aranceles cuando concentró más poder en manos de los líderes del partido conservador en el Congreso. Otros han argumentado que, como presidente, Taft respetó los objetivos y procedimientos del "Square Deal" promovido por Roosevelt en su primer mandato. El problema era que Roosevelt y los progresistas más radicales habían pasado a objetivos más agresivos, como frenar el poder judicial, que Taft rechazó. Respecto al radicalismo y el liberalismo, Roosevelt le escribió a un amigo británico en 1911:

"Fundamentalmente es el liberal radical con quien simpatizo. Al menos está trabajando hacia el fin por el que creo que todos deberíamos esforzarnos; y cuando añade cordura con moderación al coraje y al entusiasmo por los elevados ideales, se convierte en el tipo de estadista al que sólo yo puedo apoyar incondicionalmente".
Theodore Roosevelt

Roosevelt instó a los progresistas a tomar el control del Partido Republicano a nivel estatal y local y evitar dividir el partido que llevaría a entregarle la presidencia a los demócratas en 1912. Con ese fin, Roosevelt expresó públicamente optimismo sobre la administración Taft después de reunirse con el presidente en junio de 1910.

#### Disputa por el poder judicial
Roosevelt pronunció una serie de discursos en la costa oeste a finales del verano y principios del otoño de 1910 en los que criticó severamente al poder judicial de la nación. Roosevelt no sólo atacó la decisión de la Corte Suprema de 1905 en Lochner v.s. New York, sino que acusó a los tribunales federales de socavar la democracia, calificando a los juristas sospechosos de "jueces fosilizados" y comparó su tendencia a anular la legislación reformista progresista con el juez Roger B. Taney. Roosevelt se unió a otros progresistas, incluido el demócrata William Jennings Bryan, para pedir la "revocatoria judicial", que teóricamente permitiría a las mayorías populares destituir a los jueces de sus cargos mediante referéndum y, en algunos casos, casos, revocar decisiones judiciales impopulares. Este ataque horrorizó a Taft, quien, aunque en privado coincidía en que Lochner y otras decisiones habían sido mal adoptadas, creía firmemente en la importancia de la autoridad judicial para preservar el gobierno constitucional. Su horror personal fue compartido con otros miembros prominentes de la comunidad jurídica de élite de la nación, como Elihu Root y Alton Brooks Parker, y solidificó en la mente de Taft que no se debía permitir que Roosevelt recuperase la presidencia.

#### La plataforma del "Nuevo Nacionalismo"
En agosto de 1910, Roosevelt intensificó la rivalidad con un discurso en Osawatomie, Kansas, que es considerado como el más radical de su carrera. Marcó su ruptura pública con Taft y los republicanos conservadores. Al defender su programa que llamó "Nuevo Nacionalismo", Roosevelt enfatizó la prioridad de los trabajadores sobre los intereses del capital y la necesidad de controlar la creación y combinación de corporaciones. Pidió la prohibición de las contribuciones políticas corporativas. Al regresar a Nueva York, Roosevelt comenzó una batalla para tomar el control del Partido Republicano estatal de manos de William Barnes Jr., el sucesor de Tom Platt como jefe del partido estatal. Taft había prometido su apoyo a Roosevelt en este esfuerzo, y Roosevelt se indignó cuando el apoyo de Taft no se materializó en la convención estatal de 1910. Roosevelt hizo campaña a favor de los republicanos en las elecciones de 1910, en las que los demócratas obtuvieron el control de la Cámara por primera vez desde 1892. Entre los demócratas recién elegidos se encontraba el senador del estado de Nueva York, Franklin Delano Roosevelt, sobrino en quinto grado de Theodore, quien argumentó que representaba las políticas de su primo mejor que las de su oponente republicano.
Los progresistas republicanos interpretaron las derrotas de 1910 como un argumento convincente para la reorganización completa del partido en 1911. El senador Robert M. La Follette de Wisconsin se unió a Pinchot, William White y el gobernador de California, Hiram Johnson, para crear el Partido Republicano Progresista Nacional. Sus objetivos eran derrotar el poder del caciquismo político a nivel estatal y reemplazar a Taft a nivel nacional. A pesar de su escepticismo de parte de La Follette por sus valores, Roosevelt expresó su apoyo general a los principios progresistas. Entre enero y abril de 1911, Roosevelt escribió una serie de artículos para The Outlook, defendiendo lo que llamó "el gran movimiento de nuestros días, el movimiento nacionalista progresista contra los privilegios especiales, y a favor de una democracia política e industrial honesta y eficiente ".
Como Roosevelt aparentemente no estaba interesado en postularse en 1912, La Follette declaró su propia candidatura en junio de 1911. Roosevelt criticó continuamente a Taft después de las elecciones de 1910, y la ruptura entre los dos hombres se volvió definitiva después de que el Departamento de Justicia presentó una demanda antimonopolio contra U.S. Steel en septiembre de 1911; Roosevelt se sintió humillado por esta demanda porque había aprobado personalmente una adquisición que el Departamento de Justicia ahora estaba impugnando. Sin embargo, Roosevelt todavía no estaba dispuesto a competir contra Taft en 1912; en cambio, esperaba postularse en 1916 contra cualquier demócrata que venciera a Taft en 1912.

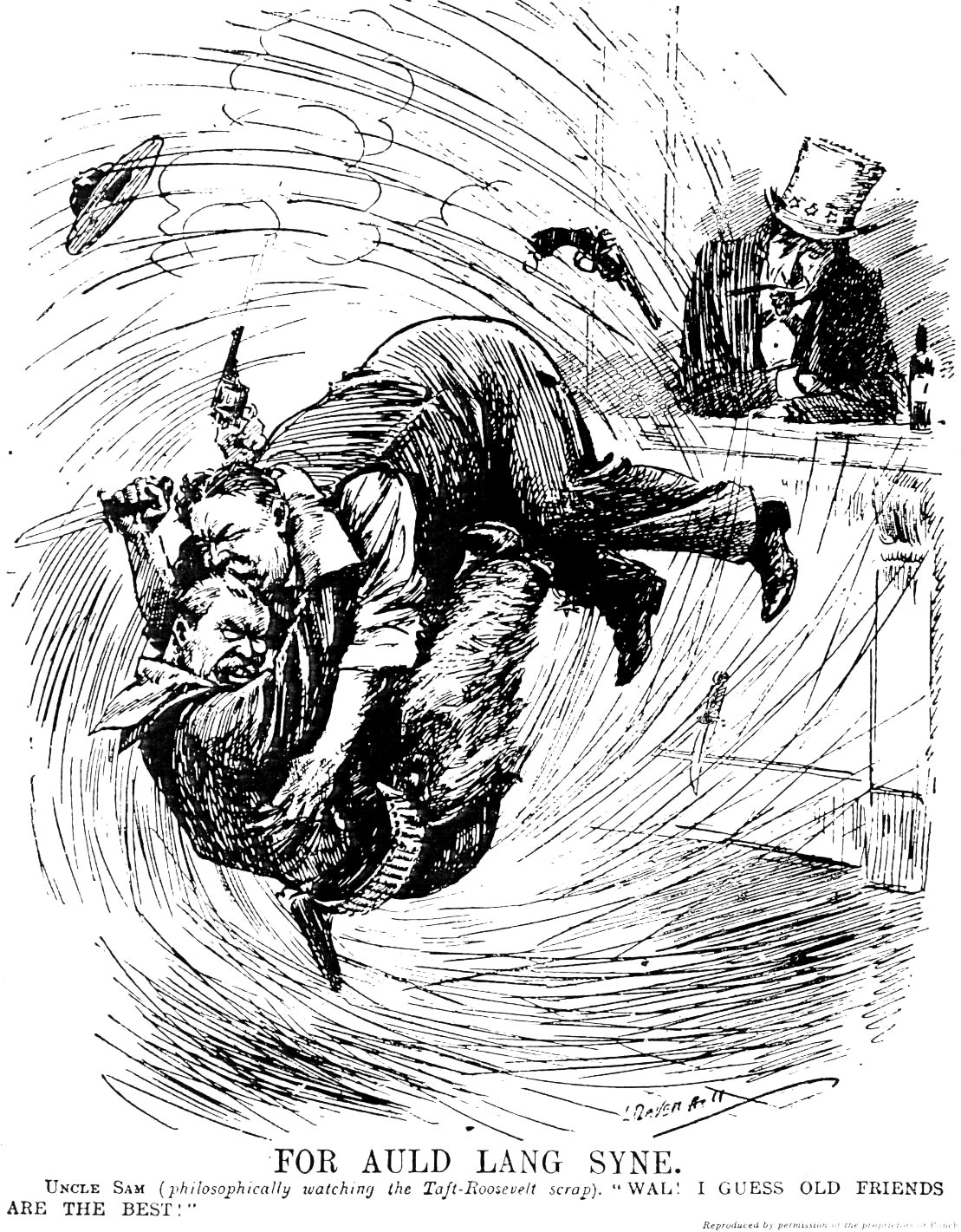
Punch en mayo de 1912 muestra una lucha sin límites entre Taft y Roosevelt.

#### Disputa por tratados de Arbitraje
Taft fue líder mundial en defensa del arbitraje como garantía de la paz mundial. En 1911, él y su secretario de Estado, Philander C. Knox, negociaron importantes tratados con Gran Bretaña y Francia, siempre que se arbitraran las diferencias. Las controversias debían presentarse ante el Tribunal de La Haya u otro tribunal. Estos fueron firmados en agosto de 1911 pero tuvieron que ser ratificados por dos tercios de los votos del Senado. Ni Taft ni Knox consultaron con los líderes del Senado durante el proceso de negociación. Para entonces, muchos republicanos se oponían a Taft y el presidente consideró que presionar demasiado a favor de los tratados podría provocar su derrota. Pronunció algunos discursos apoyando los tratados en octubre, pero el Senado añadió enmiendas que Taft no pudo aceptar, anulando los acuerdos.
La cuestión del arbitraje reveló una profunda disputa filosófica entre los progresistas estadounidenses. Una facción, encabezada por Taft, consideró el arbitraje legal como la mejor alternativa a la guerra. Taft era un abogado constitucionalista con un profundo conocimiento de las cuestiones jurídicas. La base política de Taft era la comunidad empresarial conservadora que apoyó en gran medida los movimientos por la paz antes de 1914. Los empresarios creían que las rivalidades económicas eran la causa de la guerra y que el comercio extensivo conducía a un mundo interdependiente que haría de la guerra un anacronismo muy costoso e inútil.
Sin embargo, no logró movilizar esa base. Sin embargo, una facción opositora de progresistas, encabezada por Roosevelt, ridiculizó el arbitraje calificándolo de idealismo temerario e insistió en el realismo de la guerra como única solución a las disputas internacionales graves. Roosevelt trabajó con su amigo cercano, el senador Henry Cabot Lodge, para imponer aquellas enmiendas que arruinaron los objetivos de los tratados. La motivación de Lodge fue que se quejaba de que los tratados infringían demasiado las prerrogativas senatoriales. Roosevelt, sin embargo, estaba actuando para sabotear las promesas de campaña de Taft. En un nivel más profundo, Roosevelt realmente creía que el arbitraje era una solución ingenua y que las grandes cuestiones debían decidirse mediante la guerra. El enfoque rooseveltiano incorporaba una fe casi mística en la naturaleza ennoblecedora de la guerra. Respaldó el nacionalismo patriotero en contraposición al cálculo de ganancias y el interés nacional de los empresarios.

#### Elecciones presidenciales de 1912

##### Primarias y convención republicanas
En noviembre de 1911, un grupo de republicanos de Ohio respaldó a Roosevelt para la nominación presidencial del partido; los patrocinadores incluyeron a James R. Garfield y Dan Hanna. Este respaldo fue brindado por líderes del estado natal del presidente Taft. Roosevelt se negó llamativamente a hacer una declaración, solicitada por Garfield, de que rechazaría rotundamente una nominación. Poco después, Roosevelt dijo:

"Lo siento mucho por Taft... Estoy seguro de que tiene buenas intenciones, pero sus intenciones son débiles, ¡y no sabe cómo! No es absolutamente apto para el liderazgo y este es un momento en el que necesitamos liderazgo".
Theodore Roosevelt

En enero de 1912, Roosevelt declaró "si el pueblo me llama a filas, no me negaré a servir".  Más tarde ese año, Roosevelt habló ante la Convención en Ohio, identificándose abiertamente como un progresista y respaldando reformas progresistas, incluso respaldando la revisión popular de las decisiones judiciales estatales. En reacción a las propuestas de Roosevelt para la anulación popular de las decisiones judiciales, Taft dijo: "Esos extremistas no son progresistas, son emocionalistas políticos o neuróticos".
Roosevelt empezó a verse a sí mismo como el salvador del Partido Republicano de la derrota en las próximas elecciones presidenciales. En febrero de 1912, Roosevelt anunció en Boston su aceptación a la nominación para presidente. Mientras que Taft creía que sería derrotado en las primarias republicanas o en las elecciones generales.
Las primarias republicanas en el sur, donde dominaban los habituales del partido, fueron a favor de Taft, al igual que los resultados en Nueva York, Indiana, Míchigan, Kentucky y Massachusetts. Mientras tanto, Roosevelt ganó en Illinois, Minnesota, Nebraska, Dakota del Sur, California, Maryland, Ohio y Pensilvania.  En la Convención Nacional Republicana de 1912 en Chicago, Taft ganó la nominación en la primera votación. Los delegados negros del Sur desempeñaron un papel clave: votaron fuertemente por Taft y lo colocaron en la cima.

##### El Partido Progresista "Bull Moose"

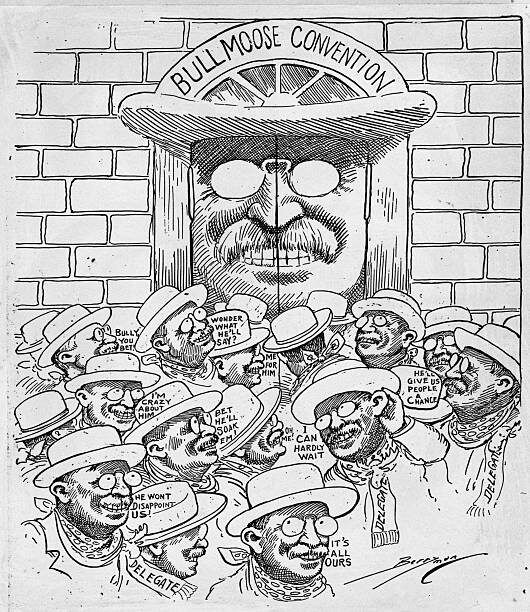
Caricatura de los delegados de la convención Bull Moose de 1912, haciendo referencia a que los delegatarios se parecen a Roosevelt

Una vez que pareció probable su derrota en la convención republicana, Roosevelt anunció que "aceptaría la nominación progresista sobre una plataforma progresista y lucharé hasta el final, gane o pierda". Al mismo tiempo, Roosevelt dijo: "Mi sensación es que los demócratas probablemente ganarán si nominan a un progresista". Roosevelt abandonó el Partido Republicano y creó el Partido Progresista. La dirección del nuevo partido incluía una amplia gama de reformadores. Jane Addams hizo una vigorosa campaña a favor del nuevo partido como un gran avance en la reforma social. Gifford Pinchot representó a los ambientalistas y a los cruzados antimonopolio. El editor Frank Munsey proporcionó gran parte del dinero. George W. Perkins, un importante financiero de Wall Street y socio principal del banco JP Morgan, provenía del movimiento de eficiencia. Manejó las finanzas del nuevo partido de manera eficiente, pero muchos reformadores desconfiaban profundamente.
El nuevo partido fue conocido popularmente como el "Partido Bull Moose" después de que Roosevelt dijera a los periodistas: "Estoy tan en forma como un alce". En la Convención Nacional Progresista de 1912, Roosevelt gritó: "Estamos en el apocalipsis y luchamos por el Señor". El gobernador Hiram Johnson controló el partido de California y expulsó a los partidarios de Taft. Fue nominado compañero de fórmula de Roosevelt.
Aunque muchos activistas del Partido Progresista en el Norte se opusieron a la pérdida constante de derechos civiles para los negros, Roosevelt llevó a cabo una campaña racista llamada Movimiento Lily-White. Delegaciones rivales exclusivamente blancas y negras de cuatro estados del sur llegaron a la convención nacional progresista y Roosevelt decidió sentar a las delegaciones únicamente blancas. Sin embargo, obtuvo pocos votos fuera de algunos bastiones republicanos tradicionales. De 1.100 condados en el sur, Roosevelt ganó dos condados en Alabama, uno en Arkansas, siete en Carolina del Norte, tres en Georgia, 17 en Tennessee, dos en Texas, uno en Virginia y ninguno en Florida, Luisiana, Misisipi o Carolina del Sur.

##### Intento de asesinato

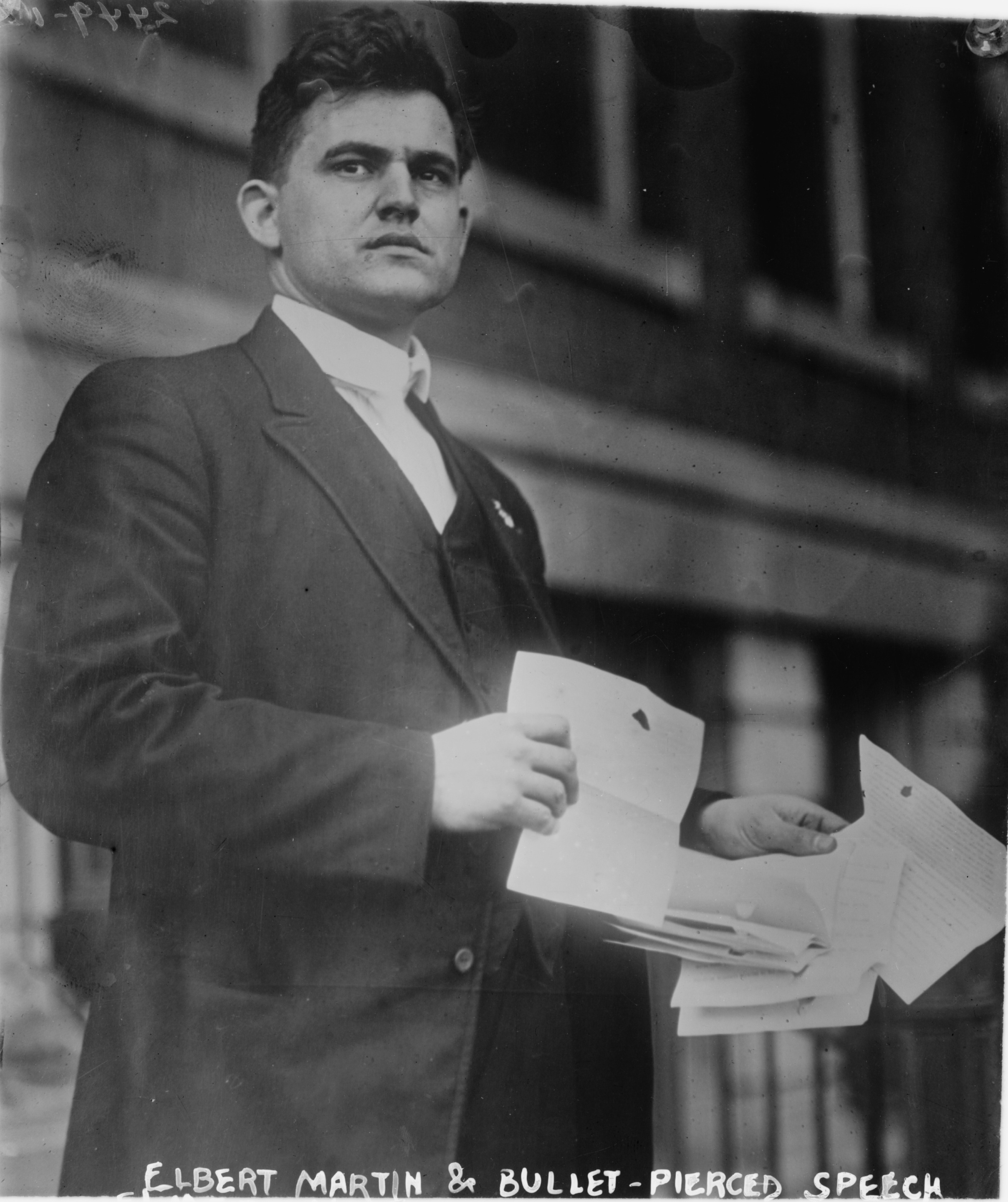
El taquígrafo de Roosevelt, Elbert E. Martin, sosteniendo el discurso con un agujero de bala a través de las páginas.

El 14 de octubre de 1912, mientras llegaba a un evento de campaña en Milwaukee, Wisconsin, Roosevelt recibió un disparo desde dos metros de distancia frente al Hotel Gilpatrick por un tabernero delirante llamado John Flammang Schrank, quien creía que el fantasma del presidente asesinado William McKinley le había ordenado matar a Roosevelt. La bala se alojó en su pecho después de penetrar el estuche de acero de sus gafas y atravesar una copia de 50 páginas de un solo pliegue del discurso titulado "La causa progresiva mayor que cualquier individuo", que llevaba en su chaqueta. Schrank fue inmediatamente desarmado y capturado por el taquígrafo de Roosevelt, Elbert E. Martin, cuando intentaba disparar por segunda vez, y podría haber sido linchado si Roosevelt no hubiera gritado a que le dejaran ileso. Roosevelt aseguró a la multitud que estaba bien, luego ordenó a la policía que se hiciera cargo de Schrank y se asegurara de que no se le hiciera violencia.
Como cazador y anatomista experimentado, Roosevelt concluyó correctamente que como no tosía sangre, la bala no había llegado a su pulmón. Rechazó las sugerencias de ir al hospital de inmediato y, en cambio, pronunció un discurso de 90 minutos con la sangre empapándose de su camisa. Sólo después de terminar su discurso aceptó atención médica. Sondeos posteriores y una radiografía mostraron que la bala se había alojado en el músculo pectoral de Roosevelt pero no había penetrado la pleura.  Los médicos concluyeron que sería menos peligroso dejarla en su lugar que intentar quitarla, y Roosevelt llevó la bala consigo por el resto de su vida. Tanto Taft como el candidato demócrata Woodrow Wilson suspendieron su propia campaña hasta que Roosevelt se recuperó y reanudó la suya. Cuando se le preguntó si el tiroteo afectaría su campaña electoral, dijo al periodista: "Estoy en forma como un alce". El alce toro se convirtió en un símbolo tanto de Roosevelt como del Partido Progresista, y a menudo se lo conocía simplemente como el Partido del Alce.  Más tarde le escribió a un amigo sobre la bala que tenía dentro: "No me importa más que si estuviera en el bolsillo de mi chaleco". Como recompensa por salvarlo, Roosevelt le enviaría el arma de Schrank a Martin, junto con el casquillo de la bala gastada, cinco balas y un reloj de oro con la inscripción: "A Elbert E. Martin de Theodore Roosevelt en recuerdo del 14 de octubre de 1912".

##### Victoria Demócrata

Después de que los demócratas nominaran al gobernador Woodrow Wilson de Nueva Jersey, Roosevelt no esperaba ganar las elecciones generales, ya que Wilson había compilado un historial atractivo para muchos demócratas progresistas que de otro modo habrían considerado votar por Roosevelt. Roosevelt todavía hizo una campaña vigorosa y la elección se convirtió en una contienda de dos personas a pesar de la presencia silenciosa de Taft en la carrera. Roosevelt respetaba a Wilson, pero los dos diferían en varias cuestiones; Wilson se opuso a cualquier intervención federal respecto del sufragio femenino o el trabajo infantil, los consideraba cuestiones estatales, y atacó la tolerancia de Roosevelt hacia las grandes empresas.
Roosevelt obtuvo 4,1 millones de votos (27%), frente a los 3,5 millones de Taft (23%) y Wilson obtuvo 6,3 millones (42%). Wilson obtuvo una aplastante victoria en el Colegio Electoral, con 435 votos electorales; Roosevelt ganó 88 votos electorales, mientras que Taft ganó 8. Pensilvania fue el único estado del este en el que ganó Roosevelt; en el Medio Oeste, ganó Míchigan, Minnesota y Dakota del Sur; en el Oeste, California y Washington. La victoria de Wilson fue la primera de un demócrata desde Grover Cleveland en 1892. Además fue la mejor actuación del partido en el Colegio Electoral desde 1852. Mientras tanto, Roosevelt obtuvo una mayor proporción del voto popular que cualquier otro candidato presidencial de un tercer partido en la historia y ganó la mayor cantidad de estados que cualquier candidato de un tercer partido después de la Guerra Civil.

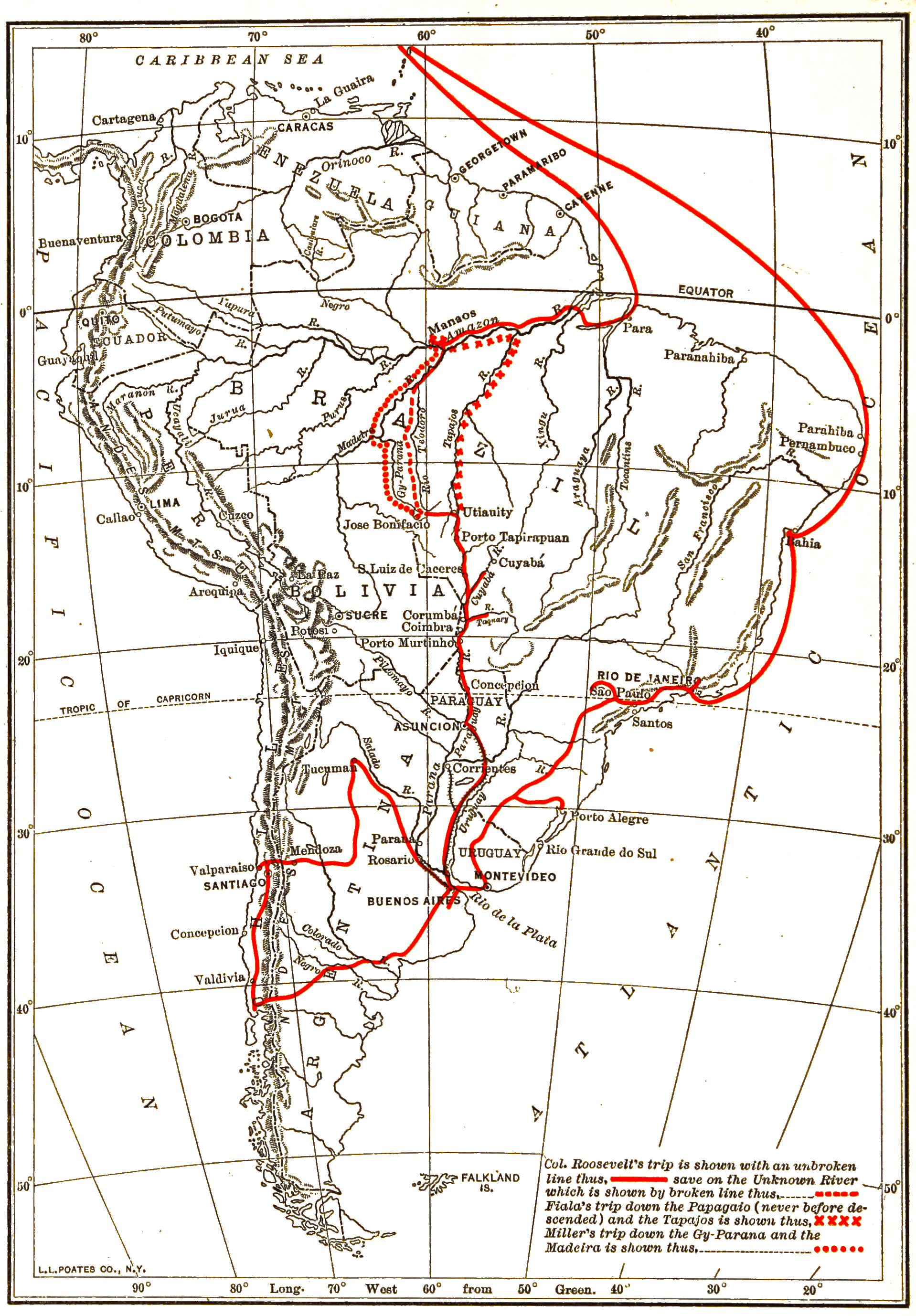
Mapa que muestra la ruta completa del viaje de la expedición por Sudamérica.

#### Expedición sudamericana (1913-1914)
En 1907, un amigo de Roosevelt, John Augustine Zahm, profesor de la Universidad de Notre Dame, invitó a Roosevelt a ayudar a planificar una expedición de investigación a América del Sur. Ahora era el momento de escapar de la política. Para financiarlo, Roosevelt obtuvo el apoyo del Museo Americano de Historia Natural a cambio de prometer traer muchos nuevos especímenes animales. El popular libro de Roosevelt, A través del desierto brasileño describe su expedición a la selva brasileña en 1913 como miembro de la Expedición Científica Roosevelt-Rondon, que lleva el nombre de su líder, el explorador brasileño Cândido Rondon.
Una vez en América del Sur, se añadió un objetivo nuevo, mucho más ambicioso: encontrar las cabeceras del Río da Duvida, Río de la Duda, y rastrearlo hacia el norte hasta el río Madeira y de allí hasta el río Amazonas. Más tarde pasó a llamarse Río Roosevelt. La tripulación de Roosevelt estaba formada por su hijo Kermit, el coronel Rondon, el naturalista George Kruck Cherrie, enviado por el Museo Americano de Historia Natural, el teniente brasileño João Lira, el médico del equipo José Antonio Cajazeira y 16 remeros y porteadores expertos. Roosevelt también consiguió a Leo Miller (otra recomendación de AMNH), Anthony Fiala, Frank Harper y Jacob Sigg como miembros de la tripulación. La expedición inicial comenzó de manera algo tenue el 9 de diciembre de 1913, en el apogeo de la temporada de lluvias. El viaje por el Río de la Duda comenzó el 27 de febrero de 1914.
Durante el viaje río abajo, Roosevelt sufrió una herida leve en una pierna después de saltar al río para intentar evitar que dos canoas se estrellaran contra las rocas. Sin embargo, la herida superficial que recibió pronto le provocó una fiebre tropical que se parecía a la malaria que había contraído mientras estaba en Cuba quince años antes. Debido a que la bala alojada en su pecho durante el intento de asesinato en 1912 nunca fue extirpada, su salud empeoró a causa de la infección. Esto debilitó tanto a Roosevelt que seis semanas después de la aventura, tuvo que ser atendido constantemente por el médico de la expedición y su hijo Kermit. Para entonces, no podía caminar debido a la infección en su pierna lesionada y una dolencia en la otra, a causa de un accidente de tránsito una década antes. Roosevelt tenía dolores en el pecho y una fiebre que se elevaba a 103 °F (39 °C) y que en ocasiones lo hacía delirar, en un momento recitó constantemente las dos primeras líneas del poema "Kubla Khan" de Samuel Taylor Coleridge. Considerando su condición como una amenaza para la supervivencia de los demás, Roosevelt insistió en que lo dejaran atrás para permitir que la expedición mal abastecida avanzara lo más rápido posible, preparándose para suicidarse con una sobredosis de morfina. Sólo un llamamiento de su hijo le convenció a continuar.

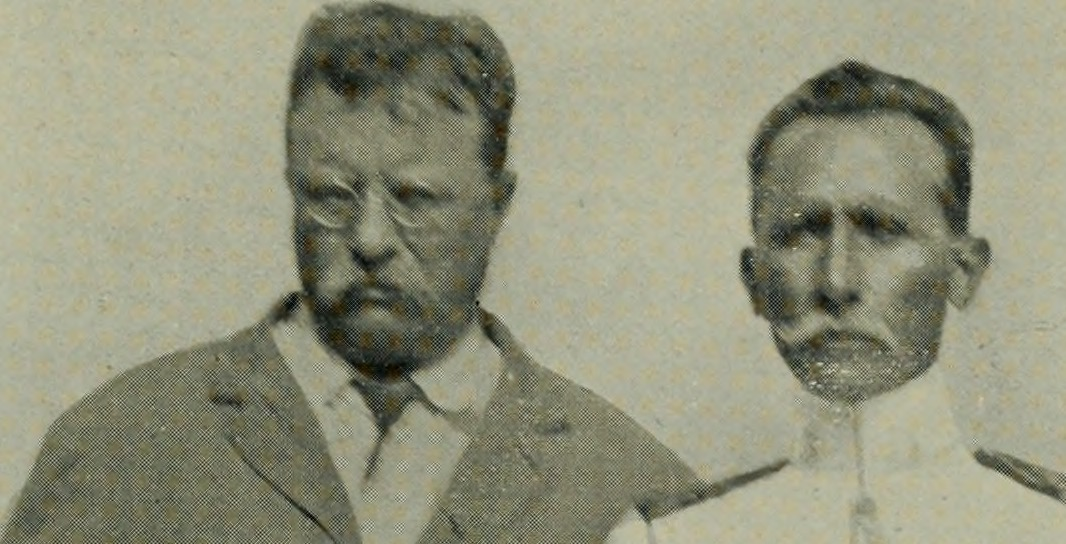
Roosevelt y Rondón

A pesar del continuo declive de Roosevelt y de su pérdida de más de 50 libras (25 kg), el coronel Rondón redujo el ritmo de la expedición para permitir la elaboración de mapas de su comisión y otras tareas geográficas, que requirieron paradas regulares para fijar la posición de la expedición mediante reconocimiento solar. Al regreso de Roosevelt a Nueva York, amigos y familiares quedaron sorprendidos por su apariencia física y su cansancio. Roosevelt escribió, tal vez proféticamente, a un amigo que el viaje había acortado su vida en diez años. Durante el resto de los pocos años que le quedaban, estaría plagado de brotes de malaria e inflamaciones en las piernas tan graves que requerirían cirugía. Antes incluso de que Roosevelt hubiera completado su viaje por mar a casa, los críticos plantearon dudas sobre sus afirmaciones de explorar y navegar un río completamente inexplorado de más de 625 millas (1006 km) de largo. Cuando se recuperó lo suficiente, se dirigió a una convención organizada en Washington D. C. por la National Geographic Society y defendió satisfactoriamente sus afirmaciones.

#### Convención Nacional Progresista de 1916
Roosevelt regresó a los Estados Unidos en mayo de 1914. Aunque estaba indignado por la conclusión por parte de la administración Wilson de un tratado que expresaba "sincero arrepentimiento" por la forma en que los Estados Unidos habían adquirido la Zona del Canal de Panamá, quedó impresionado por muchas de las reformas aprobadas bajo el mandato Wilson. Roosevelt hizo varias apariciones en la campaña de los progresistas, pero las elecciones de 1914 fueron un desastre para el incipiente tercer partido. Roosevelt comenzó a imaginar otra campaña para la presidencia, esta vez con él mismo a la cabeza del Partido Republicano, pero los líderes del partido conservador siguieron oponiéndose a Roosevelt. Con la esperanza de lograr una nominación conjunta, los progresistas programaron la Convención Nacional Progresista de 1916 al mismo tiempo que la Convención Nacional Republicana de 1916. Cuando los republicanos nominaron a Charles Evans Hughes, Roosevelt rechazó la nominación progresista e instó a sus seguidores progresistas a apoyar al candidato republicano.  Aunque a Roosevelt durante mucho tiempo no le agradaba Hughes, le desagradaba aún más Wilson e hizo campaña enérgicamente a favor del candidato republicano. Sin embargo, Wilson ganó las elecciones de 1916 por un estrecho margen.  Los progresistas desaparecieron como partido después de las elecciones de 1916, y Roosevelt y muchos de sus seguidores se reincorporaron permanentemente al Partido Republicano.

#### Primera Guerra Mundial
Cuando comenzó la Primera Guerra Mundial en 1914, Roosevelt apoyó firmemente a los aliados y exigió una política más dura contra Alemania, especialmente en lo que respecta a la guerra submarina. Roosevelt denunció airadamente la política exterior del presidente Wilson, calificándola de fracaso en relación con las atrocidades en Bélgica y las violaciones de los derechos estadounidenses. En 1916, mientras hacía campaña a favor de Hughes, Roosevelt denunció repetidamente a los estadounidenses irlandeses y alemanes a quienes describió como antipatrióticos, diciendo que anteponían los intereses de Irlanda y Alemania a los de Estados Unidos al apoyar la neutralidad. Insistió en que uno tenía que ser 100% estadounidense, no un estadounidense que hace malabarismos con múltiples lealtades. En marzo de 1917, el Congreso dio a Roosevelt la autoridad para formar un máximo de cuatro divisiones similares a los Rough Riders, y el mayor Frederick Russell Burnham quedó a cargo tanto de la organización general como del reclutamiento.
Sin embargo, el presidente Wilson anunció a la prensa que no enviaría a Roosevelt y sus voluntarios a Francia, sino que enviaría una fuerza expedicionaria estadounidense bajo el mando del general John J. Pershing. Roosevelt nunca perdonó a Wilson y rápidamente publicó The Foes of Our Own Household, una acusación contra el presidente en ejercicio. El hijo menor de Roosevelt, Quentin, un piloto de las fuerzas estadounidenses en Francia, murió cuando fue derribado detrás de las líneas alemanas el 14 de julio de 1918, a la edad de 20 años. Se dice que Roosevelt nunca se recuperó de su pérdida.

##### Liga de las Naciones
Roosevelt fue uno de los primeros defensores de la visión moderna de que es necesario que existiera un orden global. En su discurso del premio Nobel de 1910, dijo:

"Sería un golpe maestro si esas grandes Potencias honestamente empeñadas en la paz formaran una Liga de la Paz, no sólo para mantener la paz entre ellas, sino para impedir, por la fuerza si fuera necesario, está siendo roto por otros".
Theodore Roosevelt

Cuando estalló la Primera Guerra Mundial, Roosevelt propuso "una Liga Mundial por la Paz y la Justicia", en septiembre de 1914, que preservaría la soberanía pero limitaría los armamentos y proveería arbitraje. Añadió que se debería "pactar solemnemente que si alguna nación se niega a acatar las decisiones de dicho tribunal, otras desenvainarán la espada en nombre de la paz y la justicia". En 1915 esbozó este plan más específicamente, instando a que las naciones garanticen toda su fuerza militar, si es necesario, contra cualquier nación que se negara a ejecutar decretos de arbitraje o violara los derechos de otras naciones. Aunque Roosevelt tenía algunas preocupaciones sobre el impacto en la soberanía de Estados Unidos, insistió en que dicha liga sólo funcionaría si Estados Unidos participara como uno de los "garantes conjuntos". Roosevelt se refirió a este plan en un discurso de 1918 como "el más factible para una liga de naciones".  En ese momento Wilson era fuertemente hostil a Roosevelt y Lodge y desarrolló sus propios planes para una Liga de Naciones bastante diferente. Se hizo realidad siguiendo las líneas de Wilson en la Conferencia de Paz de París en 1919. Roosevelt denunció el enfoque de Wilson, pero murió antes de que fuera adoptado en París. Sin embargo, Lodge estuvo dispuesto a aceptarlo con serias reservas. Al final, el 19 de marzo de 1920, Wilson hizo que los senadores demócratas votaran en contra de la Liga y Estados Unidos nunca se unió a la Liga de Naciones.

#### Actividades políticas finales
Los ataques de Roosevelt a Wilson ayudaron a los republicanos a ganar el control del Congreso en las elecciones intermedias de 1918. Rechazó una solicitud de los republicanos de Nueva York para postularse para otro mandato para gobernador, pero atacó los Catorce Puntos de Wilson, pidiendo en cambio la rendición incondicional de Alemania. Aunque su salud era incierta, se le consideraba uno de los principales contendientes para la nominación republicana de 1920, pero insistió en que: "¡Si me aceptan, tendrán que aceptarme sin una sola modificación de las cosas que siempre he defendido!". Escribió a William Allen White : "Deseo hacer todo lo que esté en mi poder para hacer del Partido Republicano el Partido del radicalismo sano y constructivo, tal como lo fue bajo Lincoln". En consecuencia, dijo en la convención estatal de 1918 del Partido Republicano de Maine que defendía las pensiones de vejez, los seguros de enfermedad y desempleo, la construcción de viviendas públicas para familias de bajos ingresos, la reducción de las horas de trabajo, la ayuda a los agricultores y más. regulación de las grandes corporaciones.
Si bien su perfil político se mantuvo alto, la condición física de Roosevelt continuó deteriorándose a lo largo de 1918 debido a los efectos a largo plazo de las enfermedades de la selva. Estuvo hospitalizado durante siete semanas a finales de año y nunca se recuperó por completo.

### Muerte (1919)

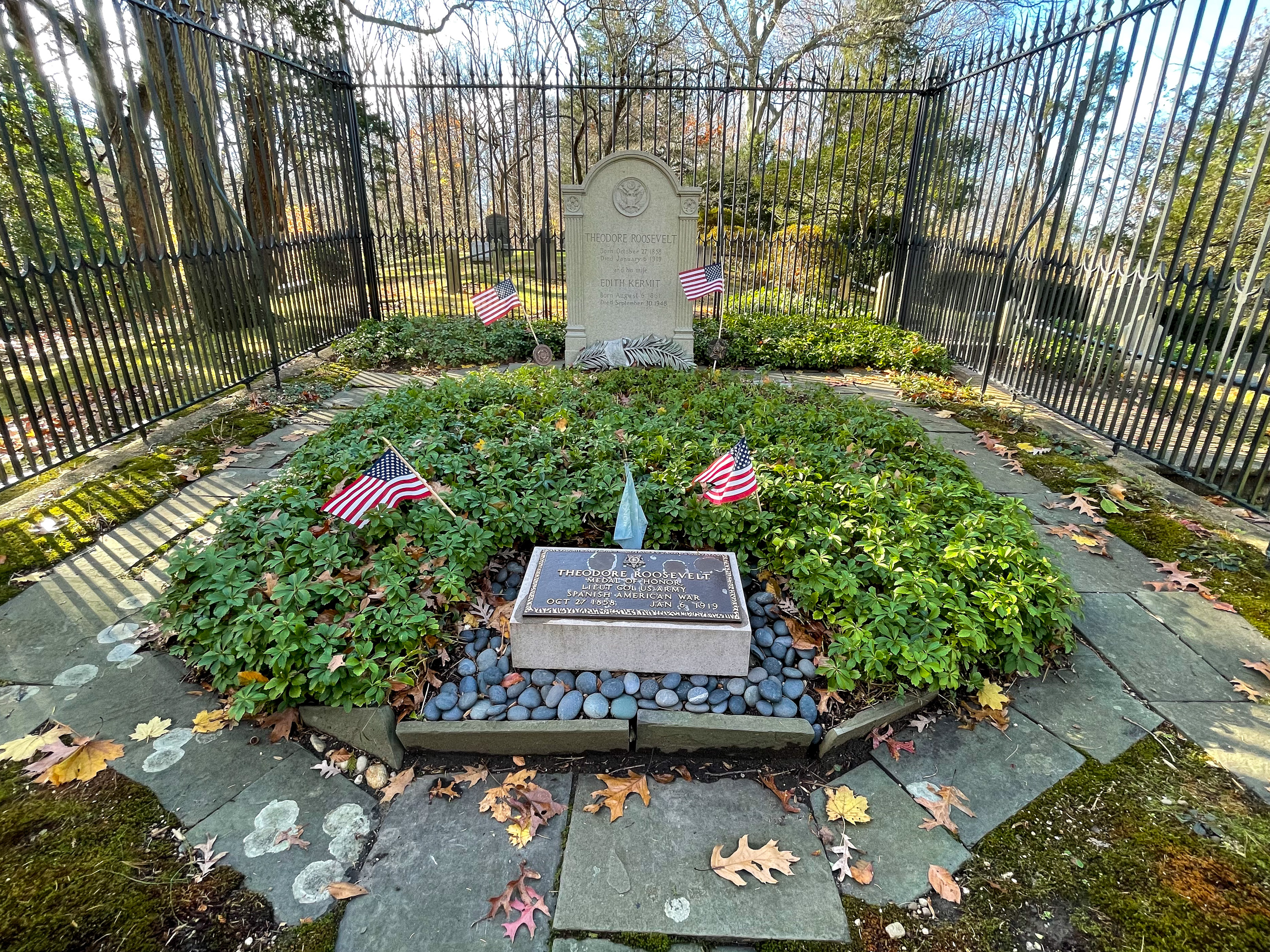
Tumba de Theodore y Edith Roosevelt en el cementerio Youngs Memorial

La noche del 5 de enero de 1919, Roosevelt sufrió problemas respiratorios. Después de recibir tratamiento de su médico, George W. Faller, se sintió mejor y se fue a la cama. Las últimas palabras de Roosevelt fueron "Por favor, apaga esa luz, James" al sirviente de su familia, James E. Amos. Entre las 4:00 y las 4:15 de la mañana siguiente, Roosevelt murió a la edad de 60 años mientras dormía en Sagamore Hill después de que un coágulo de sangre se desprendiera de una vena y viajara hasta sus pulmones.
Al recibir la noticia de su muerte, su hijo Archibald telegrafió a sus hermanos: "El viejo león está muerto". El vicepresidente de Woodrow Wilson, Thomas R. Marshall, dijo que "la muerte tuvo que llevarse a Roosevelt dormido, porque si hubiera estado despierto, habría habido una pelea". Después de un servicio privado de despedida en el Salón Norte de Sagamore Hill, se celebró un funeral sencillo en la Iglesia Episcopal de Cristo en Oyster Bay. El vicepresidente Thomas R. Marshall, Charles Evans Hughes, Warren G. Harding, Henry Cabot Lodge y William Howard Taft estaban entre los dolientes. La ruta de la procesión cubierta de nieve hacia el cementerio Youngs Memorial estaba llena de espectadores y un escuadrón de policías montados que habían viajado desde la ciudad de Nueva York. Roosevelt fue enterrado en una ladera con vistas a Oyster Bay.

## Homenajes y honores recibidos

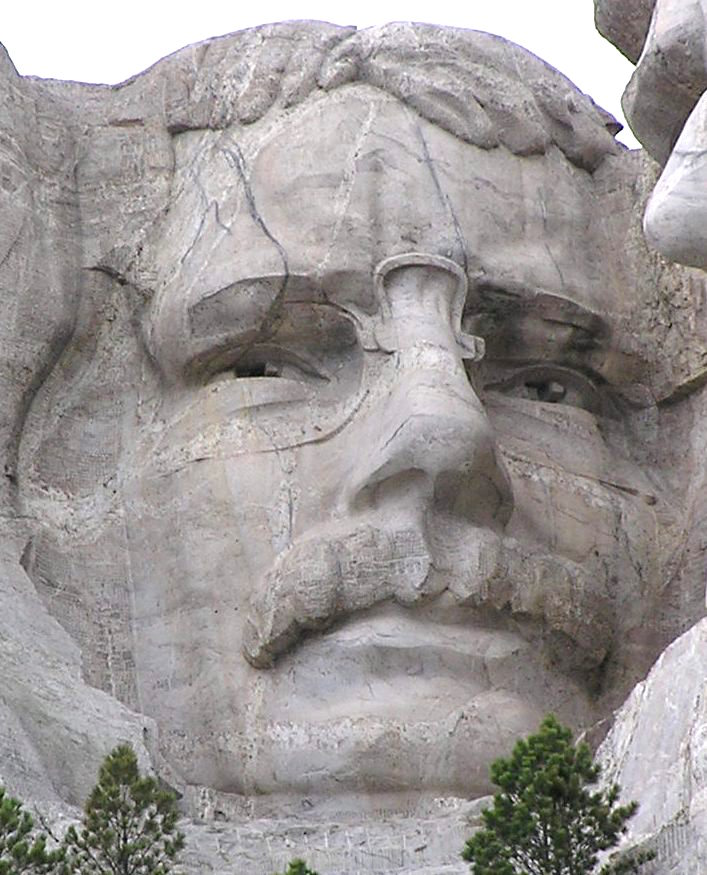
Rostro de Roosevelt en el Monte Rushmore.

Theodore Roosevelt está considerado por los estadounidenses como uno de sus presidentes más importantes debido en gran parte a que impulsó muchas leyes progresistas. Roosevelt inauguró el 18 de marzo de 1911 una presa cerca de Phoenix, en el estado de Arizona, que lleva su nombre y que aún hoy en día es la presa de mayor tamaño de los Estados Unidos. Es uno de los cuatro presidentes esculpidos en el granito del Monte Rushmore junto a George Washington, Thomas Jefferson y Abraham Lincoln. El portaaviones de propulsión nuclear de la Marina de los Estados Unidos CVN-71 lleva su nombre, USS Theodore Roosevelt y además cuenta con un monumento nacional en la Isla Theodore Roosevelt en Washington D. C.
Inclusive una cita de la plataforma de Partido Progresista de 1912 de Roosevelt fue citada como un epigrama por Julian Assange, fundador de WikiLeaks, en su manifiesto de 2006: «Detrás del gobierno aparente se asienta entronizado un gobierno invisible que no debe lealtad ni reconoce responsabilidad alguna hacia el pueblo. Destruir este gobierno invisible y torpedear la nefasta alianza entre los negocios corruptos y la política corrupta es la primera tarea de los estadistas de la época».